# Sự sụp đổ của Trung tâm Thương mại Thế giới

Tháp Nam sụp đổ, từ góc Tây Nam.

Trung tâm Thương mại Thế giới ban đầu ở Lower Manhattan, Thành phố New York đã bị phá hủy trong Sự kiện 11 tháng 9, sau khi bị Chuyến bay 11 và 175 đâm. Trung tâm Thương mại Thế giới 1 (WTC 1) (Tháp Bắc) bị tấn công lúc 8:46 giờ Đông và sập lúc 10:28.  Trung tâm Thương mại Thế giới 2 (WTC 2) (Tháp Nam) bị tấn công lúc 9:03 sáng và sụp đổ lúc 9:59. Các mảnh vỡ sau khi hai trung tâm này sụp đổ đã làm hư hại nghiêm trọng hoặc phá hủy hơn một chục cấu trúc lân cận và gần đó, cuối cùng dẫn đến sự sụp đổ của Trung tâm Thương mại Thế giới 7 lúc 5:21 chiều.
Tổng cộng 2.763 người đã thiệt mạng trong các vụ tai nạn, hỏa hoạn và sập nhà sau đó, bao gồm 2.192 dân thường, 343 lính cứu hỏa và 71 nhân viên thực thi pháp luật cũng như tất cả các hành khách và phi hành đoàn trên máy bay, trong đó có 147 thường dân và 10 không tặc.
Vào tháng 9 năm 2005, Viện Tiêu chuẩn và Công nghệ Quốc gia (NIST) đã công bố kết quả điều tra về vụ sụp đổ này. Các nhà điều tra không tìm thấy bất cứ điều gì không đạt tiêu chuẩn trong thiết kế của tòa tháp đôi, lưu ý rằng mức độ nghiêm trọng của các vụ tấn công vượt xa bất cứ điều gì đã từng trải qua trong các tòa nhà trong quá khứ. Họ xác định đám cháy là nguyên nhân chính gây ra sập nhà, nhận thấy rằng sàn nhà bị võng kéo vào trong trên các cột chu vi, khiến các cột này bị cong và sau đó oằn mình. Một khi phần trên của tòa nhà bắt đầu di chuyển xuống phía dưới, thì sự sụp đổ toàn bộ là điều khó tránh khỏi.
Việc dọn dẹp địa điểm Trung tâm Thương mại Thế giới bao gồm các hoạt động liên tục và tiêu tốn hàng trăm triệu đô la. Một số công trình xung quanh không bị trúng máy bay vẫn bị thiệt hại đáng kể, cần phải phá bỏ chúng. Việc phá dỡ các tòa nhà bị hư hại xung quanh vẫn tiếp tục ngay cả khi việc xây dựng mới được tiến hành để thay thế Tháp Đôi, Trung tâm Thương mại Thế giới 1 mới, được khai trương vào tháng 11 năm 2014.

## Tổng quát
Khi hoàn thành vào năm 1973, WTC 1 và 2 là tòa nhà cao nhất thế giới. Đến khi xảy ra vụ tấn công, chỉ có Tháp Petronas ở Kuala Lumpur, Malaysia và Tháp Willis ở Chicago là cao hơn. Được xây dựng với thiết kế hình ống giúp tối đa hóa không gian bên trong, các tòa tháp có tỷ lệ sức bền trên trọng lượng cao, chỉ cần ít hơn 40% thép so với các tòa nhà chọc trời có khung thép truyền thống. Ngoài ra, trên đỉnh Tháp Bắc có một ăng-ten cao 362 ft (110 m) được dựng vào năm 1978, nâng tổng chiều cao của tòa tháp lên 1.730 ft (530 m). Mặc dù là một phần bổ sung không phải kết cấu nên ăng-ten này không được tính chính thức.

### Kết cấu tòa nhà

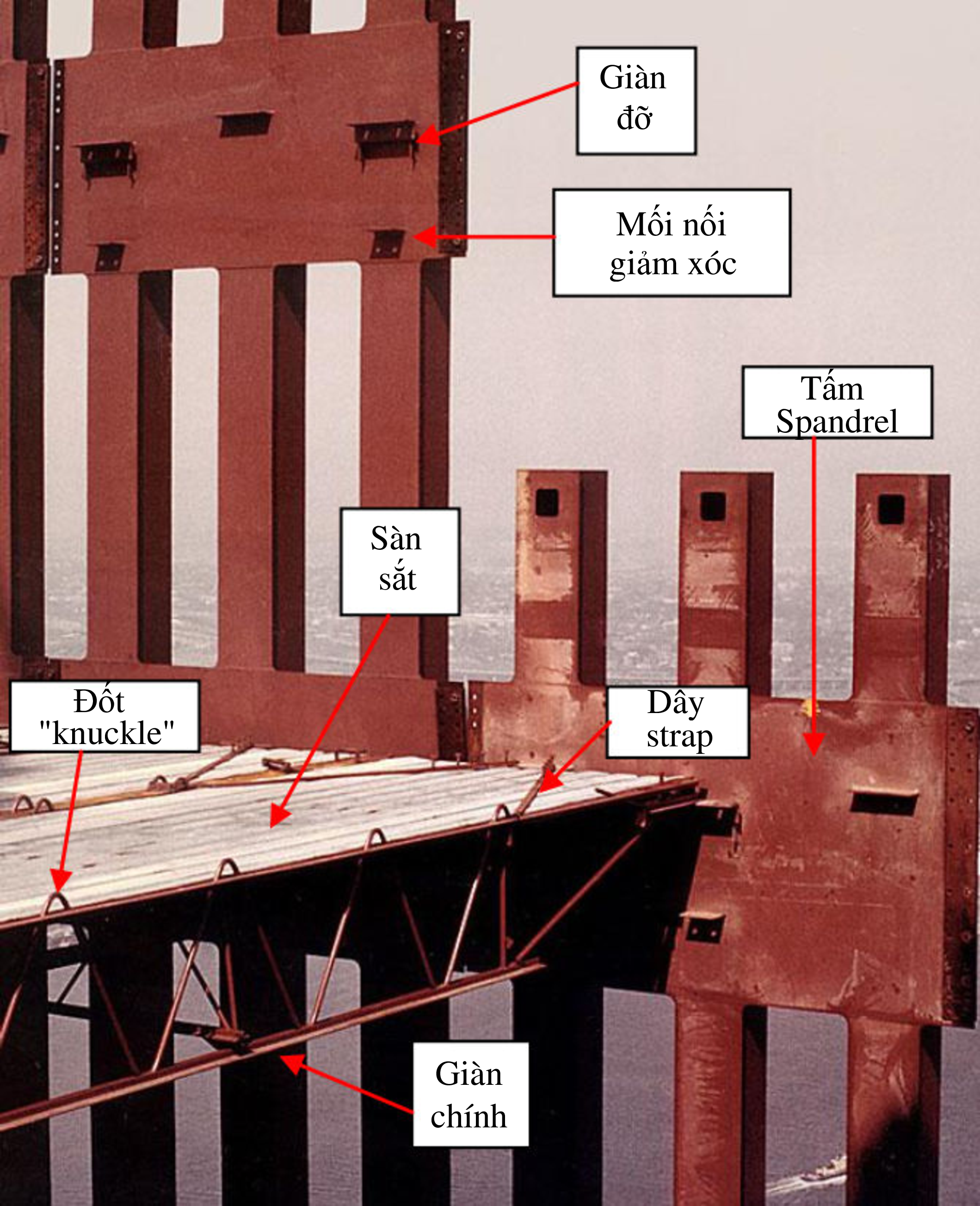
Hình ảnh trên từ quá trình xây dựng WTC cho thấy các thành phần cấu trúc tòa nhà.

Hai tòa tháp được thiết kế như các cấu trúc ống có khung, cung cấp cho người thuê mặt bằng mở không bị gián đoạn bởi các cột hoặc tường. Các tòa nhà có hình vuông có cạnh dài 207 ft (~63 m) ở mỗi cạnh nhưng có các góc vát 6 ft 11 in (~2,11 m), khiến cho bên ngoài của mỗi tòa nhà rộng khoảng 210 ft (~64 m). Tháp Bắc cao 1.368 ft  (~417 m), cao hơn 6 feet so với Tháp Nam cao 1.362 ft (~415 m). Nhiều cột chu vi cách nhau gần nhau cung cấp phần lớn sức mạnh của kết cấu, cùng với tải trọng trọng trường được san ra với các cột trụ thép của lõi. Phía trên tầng mười, có tổng 59 cột chu vi dọc theo mỗi mặt của tòa nhà cách nhau 3 ft 4 in (~1,02 m) ở tâm. Trong khi hai tòa tháp có dạng mặt bằng hình vuông, lõi bên trong hai tòa có hình chữ nhật và được đỡ bởi 47 cột chạy dọc toàn bộ chiều cao của mỗi tòa. Tất cả các thang máy và cầu thang đều nằm trong lõi ống nên mỗi tầng lại có một không gian lớn mà không có cột giữa lõi với sàn được xây bằng các giàn sàn đúc sẵn. Vì lõi có hình chữ nhật nên điều này tạo ra khoảng cách nhịp dài và ngắn đến các cột chu vi mỗi cạnh.
Các sàn mỗi tầng có các tấm bê tông nhẹ dày 4 inch (10 cm) được đặt trên sàn thép có khía. Một lưới gồm các giàn đỡ nhẹ và giàn chính hỗ trợ các sàn bằng các kết nối nối với tấm bê tông để tạo ra tác động tổng hợp. Các giàn có nhịp dài 60 ft (~18 m) ở các khu vực nhịp dài và dài 35 ft (~11 m) ở khu vực nhịp ngắn. Các giàn được kết nối tại các cột xen kẽ và do đó có tâm cách nhau 6,8 ft (~2,1 m). Các dây trên cùng của giàn được gắn vào vào các thanh giằng ở phía giàn và một rãnh hàn vào các cột trụ bên trong ở phía lõi. Các sàn được kết nối với các tấm thanh giằng trụ bằng bộ giảm chấn đàn hồi, giúp giảm lượng rung lắc mà người ở trong tòa nhà có thể cảm nhận.

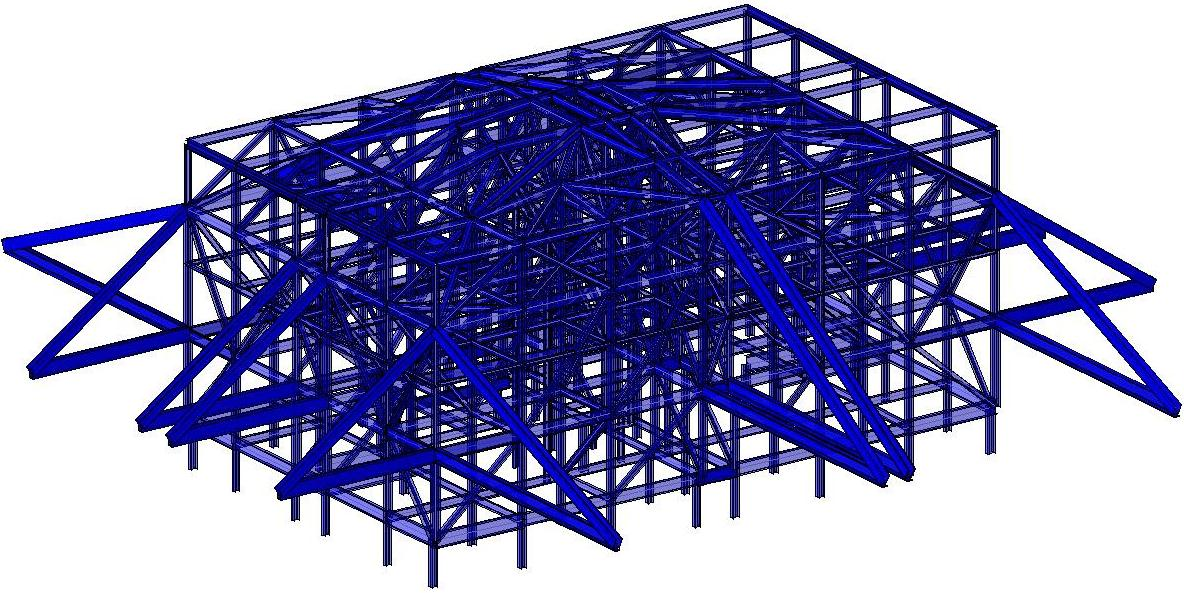
Mô phỏng lại kết cấu giàn mũ mỗi tòa.

Mỗi tòa cũng có một giàn mũ giữa tầng 107 và 110, bao gồm sáu giàn dọc theo trục dài của lõi và bốn giàn dọc theo trục ngắn. Hệ thống này cho phép phân bổ lại tải trọng tối ưu của các thành phần, cải thiện hiệu suất giữa các vật liệu khác nhau của phần thép và bê tông ,cho phép các khung momen chuyển sự lắc lư thành lực nén trên lõi, cũng chủ yếu hỗ trợ tháp truyền tải. Các giàn này được lắp đặt trong mỗi tòa nhà để hỗ trợ các tháp ăng-ten trong tương lai, nhưng cuối cùng chỉ có Tháp Bắc được lắp ăng-ten.

### Tác động máy bay

Tác động của Chuyến bay 11 vào Tháp Bắc, ta thấy được cấu trúc bên trong của tòa nhà, bên cạnh còn có cả một người phụ nữ ở đó, thường được cho là Edna Cintrón.

Mặc dù các nghiên cứu về các khả năng va chạm máy bay đã được tiến hành trước khi hoàn thành các tòa tháp, nhưng phạm vi đầy đủ của các nghiên cứu đó không còn tồn tại nữa. Tuy nhiên, vì hỏa hoạn chưa bao giờ khiến một tòa nhà chọc trời sụp đổ và các vụ va chạm máy bay đã được cân nhắc trong thiết kế của chúng, nên việc phá hủy các tòa ban đầu khiến một số người trong cộng đồng xây dựng bất ngờ.
Các kỹ sư kết cấu làm việc trong nghiên cứu đã cân nhắc đến khả năng máy bay có thể va chạm với tòa nhà. Vào tháng 7 năm 1945, xảy ra vụ tai nạn máy bay B-25 với Tòa nhà Empire State, sau đó một năm, một chiếc C-45F Expeditor đã đâm vào 40 Wall Street, nguyên nhân chính được cho là sương mù. Leslie Robertson, một trong những kỹ sư trưởng thiết kế của Trung tâm Thương mại Thế giới, cho biết ông đã cân nhắc đến kịch bản va chạm của một chiếc Boeing 707, có thể bị lạc trong sương mù và bay với tốc độ tương đối thấp trong khi tìm cách hạ cánh tại Sân bay John F. Kenedy hoặc Sân bay Newark. Trong một cuộc phỏng vấn với BBC hai tháng sau vụ tấn công, ông cho biết: "với chiếc 707, tải trọng nhiên liệu không được tính đến trong thiết kế. Tôi không biết làm sao nó có thể được tính đến." Ông cũng cho biết sự khác biệt chính giữa các nghiên cứu thiết kế và nguyên nhân khiến các tòa tháp sụp đổ là vận tốc va chạm, làm tăng đáng kể lực chịu và không bao giờ được xem xét trong quá trình xây dựng.
Trong quá trình điều tra, Viện Tiêu chuẩn và Công nghệ Quốc gia (NIST) đã có được một báo cáo dài ba trang nêu rằng các tòa nhà cao tầng sẽ tồn tại sau một vụ va chạm máy bay của một chiếc Boeing 707 hoặc DC-8 đang bay với tốc độ 600 dặm/giờ (970 km/giờ). Năm 1993, John Skilling, kỹ sư kết cấu chính của tòa nhà, đã nói trong một cuộc phỏng vấn được thực hiện sau vụ đánh bom Trung tâm Thương mại Thế giới năm 1993 : "Phân tích của chúng tôi chỉ ra rằng vấn đề lớn nhất sẽ là thực tế là tất cả nhiên liệu sẽ đổ vào tòa nhà. Sẽ có một đám cháy khủng khiếp. Rất nhiều người sẽ thiệt mạng. Cấu trúc tòa nhà vẫn sẽ ở đó." Trong báo cáo của mình, NIST tuyên bố rằng khả năng kỹ thuật để thực hiện mô phỏng nghiêm ngặt về tác động của máy bay và các vụ cháy sau đó sẽ khá hạn chế vào những năm 1960. NIST cũng tuyên bố rằng họ không tìm thấy tài liệu nào xem xét tác động của máy bay phản lực tốc độ cao hoặc hỏa hoạn quy mô lớn do nhiên liệu máy bay gây ra.

### Biện pháp chống cháy

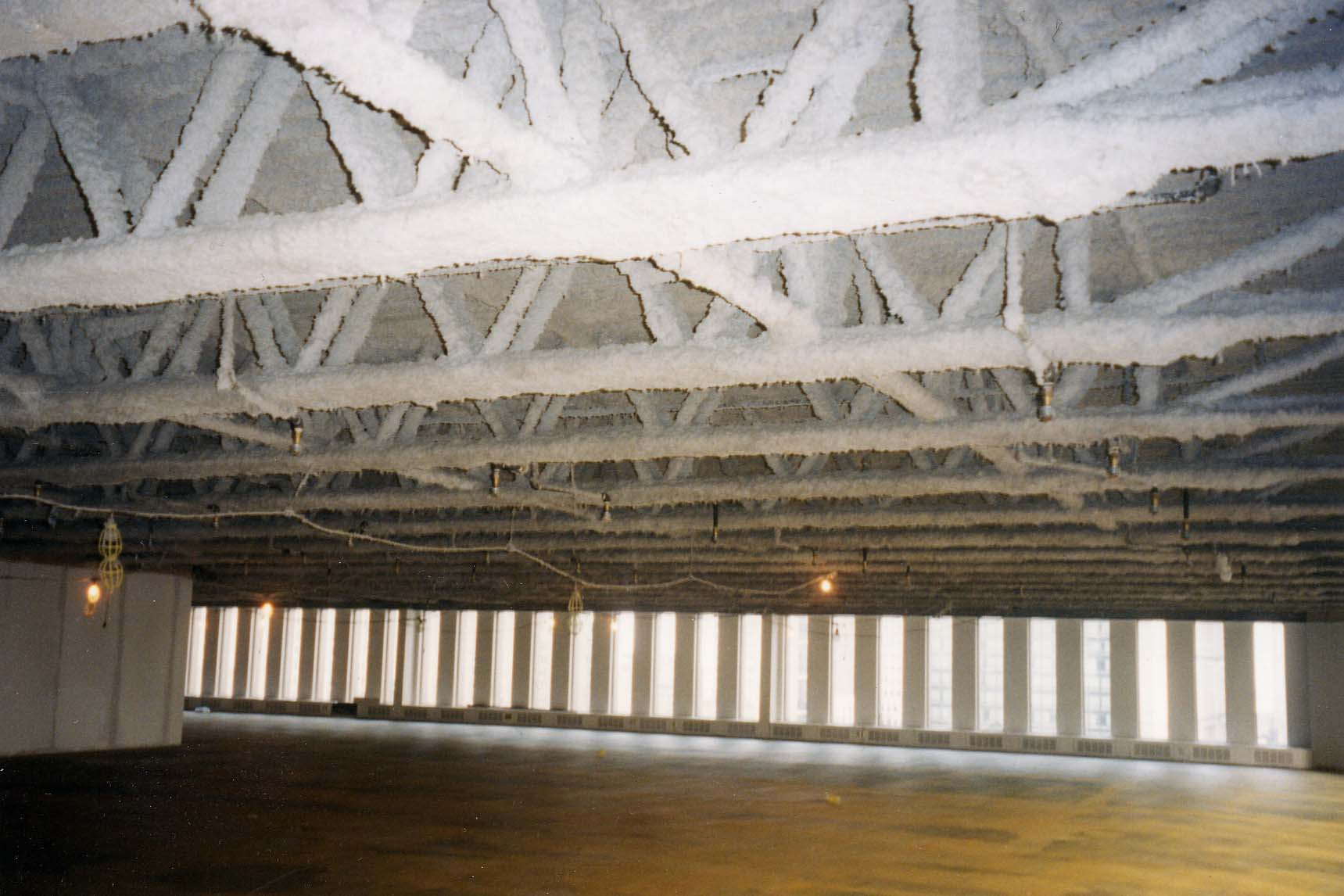
Hệ thống bột phun cách nhiệt tại khu vực trần hành lang thang máy của tháp Bắc những năm 1990.

Giữa những năm 1970, việc sử dụng amiăng để chống cháy đã được sử dụng rộng rãi trong ngành xây dựng. Nhưng vào tháng 4 năm 1970, Sở Tài nguyên Không khí Thành phố New York đã ra lệnh cho các nhà thầu xây dựng Trung tâm Thương mại Thế giới ngừng phun amiăng làm vật liệu cách nhiệt, sau đó thạch cao vermiculite đã được sử dụng thay thế.
Sau khi vụ đánh bom năm 1993 không thành công, các cuộc kiểm tra phát hiện ra rằng hai tòa tháp có khả năng chống cháy không tốt. Trước vụ tấn công, chủ sở hữu của tòa tháp, Cảng vụ New York và New Jersey, đã bổ sung khả năng chống cháy, nhưng chỉ hoàn thành 18 tầng ở Tháp Bắc, bao gồm tất cả các tầng bị ảnh hưởng bởi vụ va chạm máy bay và hỏa hoạn, và 13 tầng ở Tháp Nam, mặc dù không có tầng nào bị ảnh hưởng trực tiếp bởi vụ va chạm máy bay.

NIST kết luận rằng tác động của máy bay đã giảm một phần đáng kể lớp chống cháy, góp phần làm sụp đổ các tòa nhà. Ở Tháp Bắc, tác động máy bay đã làm bong lớp cách nhiệt khỏi hầu hết các cột lõi (43 trong số 47) trên nhiều tầng, cũng như các giàn sàn trên diện tích 60.000 feet vuông (~5.600 m2). Ở Tháp Nam, tác động đã làm bong lớp cách nhiệt khỏi 39 trong số 47 cột trên nhiều tầng, và cả khỏi các giàn sàn trải dài trên diện tích 80.000 feet vuông (~7.400 m2).

Tác động máy bay vào mỗi tòa
Tháp Bắc
Gần hơn ở Tháp Bắc
Tháp Nam
Gần hơn ở Tháp Nam

## Cú đâm của hai chuyến bay

### Va chạm và đám cháy[16]

Sơ đồ cho thấy chiếc AA11 đâm thẳng gần như vuông góc vào Tháp Bắc, chiếc UA175 đâm vào góc phải Tháp Nam với góc chéo gần 45 độ.

Lúc 8:46, Chuyến bay 11 của American Airlines bay về phía nam qua Manhattan và đâm vào mặt tiền phía bắc của Tháp Bắc với tốc độ khoảng 440 dặm/giờ (710 km/giờ), vào tầng 93 đến tầng 99. Mười bảy phút sau, Chuyến bay 175 của United Airlines bay về phía đông bắc, qua Cảng New York và đâm vào mặt tiền phía nam của Tháp Nam lúc 9:03 sáng, vào giữa tầng 77 đến tầng 85 với tốc độ 540 dặm/giờ (870 km/giờ).
Khoảng một phần ba nhiên liệu đã bị tiêu thụ trong tác động ban đầu và tạo ra quả cầu lửa với độ lớn gần bằng mỗi cạnh tòa nhà. Một số nhiên liệu từ vụ tác động đã chảy xuống ít nhất một trục thang máy và cháy nổ ở tầng 78 của Tháp Bắc, cũng như ở sảnh chính. Kết cấu ống khung của các tòa tháp cho phép nhiên liệu phản lực thâm nhập sâu vào bên trong chúng, tạo thành nhiều đám cháy lớn cùng lúc trên một khu vực rộng lớn của các tầng bị ảnh hưởng. Nhiên liệu cháy trong nhiều nhất là vài phút, nhưng đồ đạc trong tòa nhà cháy trong một giờ hoặc một tiếng rưỡi tiếp theo.

Phía nam tòa nhà.

Khi Chuyến bay 175 đâm vào Tháp Nam, sóng xung kích từ vụ va chạm đã làm vỡ kính ở mặt phía đông của Tháp Bắc nằm cạnh quả cầu lửa, làm trầm trọng thêm đám cháy đang bùng phát ở Tháp Bắc và giải phóng các luồng khói từ các cửa sổ vỡ. Vụ va chạm của Chuyến bay 11 có thể làm tương tự với các cửa sổ ở Tháp Nam hay không. Nhưng các mảnh vỡ lớn từ Chuyến bay 11 đã bay qua Tháp Nam, trong khi các mảnh vỡ lớn hơn từ Chuyến bay 175 cũng không rơi vào Tháp Bắc đang bốc cháy. Trong cả hai cú đâm, một số bộ phận (bánh đáp, động cơ) đã rơi xuống các tòa nhà gần đó.
Các đám cháy ở mỗi tòa nhà có những đặc điểm khác nhau, như thể hiện rõ trong phản ứng và hành vi của những người bị mắc kẹt trong mỗi tòa nhà. Rất nhiều cửa sổ ở Tháp Bắc bị đập vỡ bởi những người bị kẹt trong tòa nhà tìm cách thoát khỏi điều kiện khó thở và nhiệt độ bên trong. Trong khi một số cửa sổ bị vỡ ở Tháp Nam, thì khá ít người không khí trong lành. Nạn nhân chỉ thỉnh thoảng được phát hiện thò đầu ra các cửa sổ mở, và không có đám đông nào có mặt bên ngoài tòa tháp, như trong bức ảnh Impending Death ra về Tháp Bắc đang bốc cháy.

Một trong ba trường hợp có người xảy xuống ở Tháp Nam.

Nhiều người đã vô tình rơi hoặc nhảy xuống từ các tòa tháp đang cháy và tử vong. Có trường hợp ở Tháp Nam một người đàn ông có gắng trèo xuống nhưng tuột tay và rơi. Có khoảng 100–200 người đã ngã hoặc nhảy xuống từ bốn mặt của Tháp Bắc không có cách nào khác để thoát khỏi sức nóng, khói và lửa không thể chịu đựng được đang thiêu rụi 18 tầng trên cùng của tòa tháp.
Những khác biệt như vậy thể hiện rằng điều kiện không bị ảnh hưởng, ở Tháp Nam như ở Tháp Bắc. Thiệt hại ở Tháp Bắc do cú va chạm ở tâm của Chuyến bay 11 đã cắt đứt mọi lối thoát hiểm phía trên tầng 91 và khiến những người làm việc ở đó bị mắc kẹt trong tình trạng môi trường không thể chịu đựng được mà nhảy là cách thoát hiểm duy nhất của họ; Chuyến bay 175 đâm vào Tháp Nam qua góc đông nam của mặt tiền phía nam của tòa nhà chọc trời và để lại cầu thang ở phía tây bắc không bị hư hại. Cầu thang còn nguyên vẹn có nghĩa là những người ở Tháp Nam không bị mắc kẹt hoàn toàn, điều này có thể đã ảnh hưởng đến quyết định nhảy của họ.

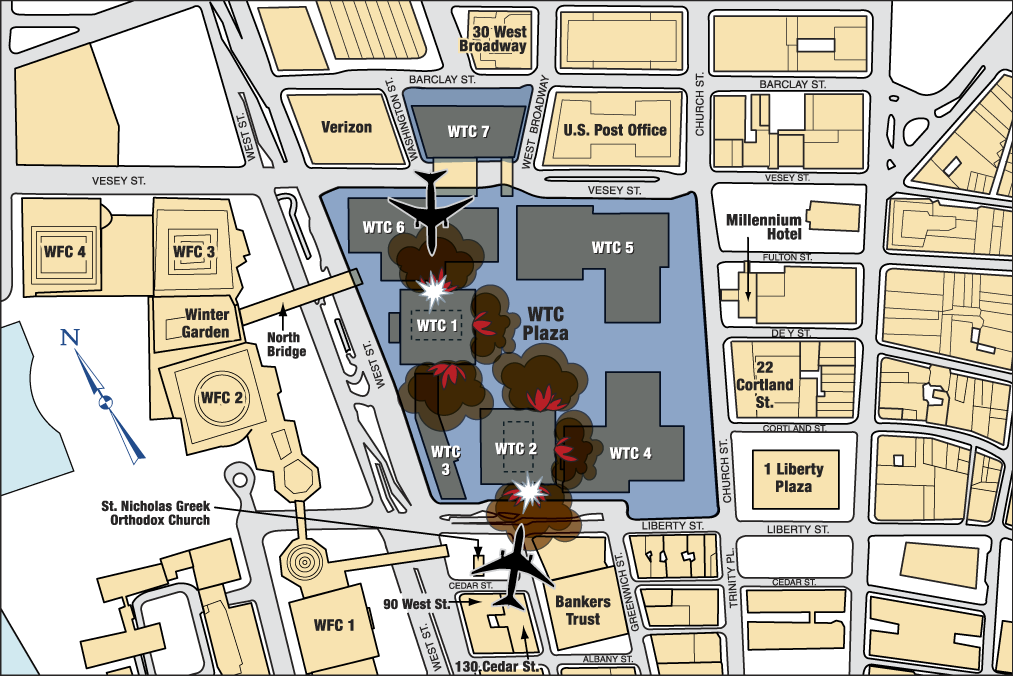
Sơ đồ này của FEMA cho thấy được quả cầu lửa hướng về đâu.

Các quả cầu lửa phát sinh từ mỗi vụ va chạm có thể rất giống nhau, nhưng có vẻ rất khác nhau về kích thước mặc dù các máy bay chở lượng chất dễ cháy tương tự nhau. Điều này là do một phần đáng kể nhiên liệu phản lực đã chảy vào thang máy Tháp Bắc thay vì bắn ra ngoài trời. Chuyến bay 11 đã đâm vào gần giữa lõi trung tâm của Tháp Bắc, khiến nhiên liệu phản lực bắt lửa bắn qua các trục thang máy xuống tận tầng hầm và các tầng sảnh, với một đám cháy bùng phát từ các thang máy ở sảnh tầng trệt, cách nơi va chạm hơn 90 tầng. Vụ va chạm của Chuyến bay 175 vào mặt phía nam của Tháp Nam đã bị lệch về phía đông thay vì tập trung vào tâm như Chuyến bay 11, khiến các cạnh của tòa nhà trở thành hướng thực sự duy nhất mà nhiên liệu có thể di chuyển, tạo ra một quả cầu lửa lớn hơn rõ rệt ở bên ngoài.

### Thương vong và thiệt hại

Vài phút sau khi Chuyến bay 175 đâm vào Tháp Nam, cảnh sát và lực lượng cứu hỏa đang di tản người dân, ngã tư đường Vesey và Church.

Gần như các ca tử vong ở hai tòa tháp đều xảy ra ở các khu vực phía trên khu vực va chạm của máy bay. Vì Tháp Bắc đã bị đâm gần như trực tiếp vào giữa tòa nhà, ba cầu thang chính (A, B và C) trong lõi tòa tháp đều bị hư hại hoặc bị chặn bởi các mảnh vỡ ngăn không cho thoát xuống các tầng thấp hơn. Ở Tháp Nam, vụ va chạm xảy ra ở phía đông của trung tâm đến phần trung tâm của tòa tháp và gần góc đông nam, khiến cầu thang A ở phía tây bắc của lõi trung tâm vẫn còn nguyên vẹn và chỉ bị chặn một phần, và 18 thường dân đã thoát khỏi điểm va chạm của máy bay và các tầng phía trên đó. Con số chính xác về những người đã thiệt mạng và ở đâu trong một số trường hợp không được biết chính xác; tuy nhiên, báo cáo của NIST chỉ ra rằng tổng cộng có 1.402 thường dân đã thiệt mạng tại hoặc phía trên điểm va chạm ở Tháp Bắc với hàng trăm người ước tính đã thiệt mạng tại thời điểm va chạm. Ở Tháp Nam, 614 thường dân đã thiệt mạng tại các tầng bị va chạm và các tầng phía trên đó. Ít hơn 200 trường hợp tử vong của dân thường xảy ra ở các tầng bên dưới điểm va chạm nhưng tất cả 147 hành khách và phi hành đoàn dân sự trên hai máy bay cũng như tất cả 10 tên khủng bố đều thiệt mạng, cùng với ít nhất 18 người ở mặt đất và trong các công trình xung quanh.
Tổng cộng, số nhân viên ứng cứu thiệt mạng do sự đổ vỡ bao gồm 342 nhân viên của Sở Cứu hỏa Thành phố New York (FDNY), 71 nhân viên thực thi pháp luật bao gồm 23 thành viên của Sở Cảnh sát Thành phố New York (NYPD), 37 thành viên của Sở Cảnh sát Cảng vụ (PAPD), năm thành viên của Văn phòng Thực thi Thuế của Tiểu bang New York (OTE), ba sĩ quan của Văn phòng Quản lý Tòa án Tiểu bang New York (OCA), một cảnh sát trưởng cứu hỏa của FDNY đã tuyên thệ thực thi pháp luật (và cũng nằm trong số 343 thành viên FDNY thiệt mạng), một thành viên của Cục Điều tra Liên bang (FBI) và một thành viên của Cơ quan Mật vụ Hoa Kỳ (USSS). Tổng số người chết đối với thường dân và nhân viên nhà nước ước tính là 2.606 người.

## Sự sụp đổ

Cận cảnh vùng cháy của Tháp Nam. Từ khoảng 9:50, kim loại bắt đầu tan chảy và tạo khói cho vùng quảng trường, báo hiệu sự sụp đổ sắp xảy ra.

Sự phá hủy của WTC 1 và 2 được gọi là bằng chứng nổi bật nhất của sụp đổ liên tiếp, bắt đầu với sự kéo xuống của các thành phần chịu tải theo chiều dọc của các tầng bị máy bay đâm vào và tiến triển đã kéo đổ toàn bộ cấu trúc. Các thành phần cấu trúc bị phá vỡ, tạo ra lực hấp dẫn truyền tải xuống dưới thông qua các lực tác động lan truyền nối tiếp. Ngoại trừ các tầng trên cùng của tòa nhà, nơi không có đủ lực để gây ra sự sụp đổ hoàn toàn, sự sụp đổ có thể bắt đầu với sự sụp đổ của bất kỳ tầng nào.
Các tòa tháp sụp đổ có sự cân bằng hai bên theo chiều thẳng xuống, mặc dù có một số phần đỉnh của các tòa tháp bị nghiêng (rõ ở Tháp Bắc) và một lượng lớn bụi nghiền và khói tuôn ra các mặt bên. Khi sự sụp đổ diễn ra, có thể thấy bụi và mảnh vỡ tung ra từ các cửa sổ ở nhiều tầng bên dưới sự phá hủy đang tiến triển, và luồng không khí đột ngột bị nén dưới các tầng trên đang ép lên.

GIF này cho thấy sự sụp đổ của Tháp Bắc, từ đỉnh tháp kéo xuống tạo thành đám nấm với các phần tường bung ra và rơi xuống; và trụ thép đứng vững trước khi rơi xuống.

Khi mỗi tòa sụp đổ, một phần lớn các cột chu vi và lõi không còn bất kỳ liên kết nào, khiến chúng nghiêng về phía bên ngoài, bị đẩy bởi các tầng xếp ngày càng lớn. Do đó, các bức tường bị bong ra và tách khỏi các tòa nhà ở một khoảng cách lớn - khoảng 500 ft (~150 m), va vào các tòa nhà lân cận; gây ra hỏa hoạn sau đó dẫn đến sự sụp đổ của WTC7. Các liên kết thép bị đứt khi bu lông bị tuột, khiến nhiều tấm thép nằm rải rác ngẫu nhiên. Các mảnh thép đầu tiên của các bức tường ngoài của Tháp Bắc bị sụp đổ đã rơi xuống đất 11 giây sau khi sự sụp đổ bắt đầu và một số phần của Tháp Nam sau 9 giây. Các phần thấp hơn của trụ lõi của cả hai tòa nhà (60 tầng của WTC 1 và 40 tầng của WTC 2) vẫn đứng vững trong khoảng 25 giây sau khi sự sụp đổ ban đầu bắt đầu trước khi chúng cũng sụp đổ theo.

### Khởi đầu

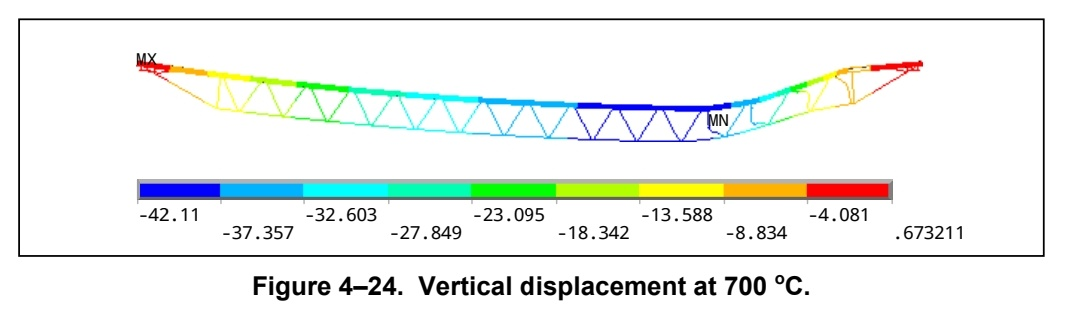
Mô phỏng sàn đỡ của tòa nhà, có thể thấy bên phải các thanh chắn chéo bị méo đi do nhiệt độ cháy, khiến cho sàn bị võng.

Ở cả hai tòa, phần tòa nhà bị hư hại do máy bay đã bị phá vỡ kết cấu. Bên cạnh thiệt hại về mặt kết cấu, các vụ va chạm đã phá đi lớp chống cháy khỏi phần lớn vùng va chạm, khiến thép nóng lên nhanh chóng. Kết quả là, các cột lõi bị yếu đi và bắt đầu co lại do biến dạng thép. Giàn mũ bắt đầu chống lại hiện tượng này bằng cách chuyển tải trọng sang các cột chu vi. Trong khi đó, các thanh chắn chéo của giàn dài 60 ft hỗ trợ khu vực sàn của người thuê có nhịp dài bắt đầu cong vênh, khiến sàn nhà trùng xuống hơn 2 ft. Điều này kéo theo các bức tường ngoài vào trong. Các sàn nhà phía trên vùng va chạm bắt đầu tụt xuống cấu trúc không bị hư hại bên dưới.
Tháp Bắc tồn tại lâu hơn khoảng 46 phút so với người em của nó, Tháp Nam bị tấn công 17 phút sau khi Tháp Bắc bị tấn công và đứng vững thêm 28 phút sau khi Tháp Nam sụp đổ. Điều này là do Chuyến bay 11 đâm vào chính giữa tòa nhà, gây ra thiệt hại va chạm đối xứng hơn cho cột lõi của tòa nhà và để lại nhiều phần hỗ trợ cấu trúc xung quanh còn nguyên vẹn. Đám cháy cũng mất hơn một giờ để lan sang phía nam của tòa nhà, nơi có thiệt hại về khả năng chống cháy. Di chuyển với tốc độ 440 dặm/giờ, Chuyến bay 11 đâm xuyên qua giữa tầng 93 và 99, chỉ để lại trọng lượng kết cấu của 10 tầng đè xuống phần bị cháy của Tháp Bắc.
Tốc độ va chạm cao hơn nhiều của Chuyến bay 175 đã gây ra thiệt hại về cấu trúc nặng hơn so với Chuyến bay 11, điều này trở nên tồi tệ hơn khi máy bay đâm xuyên qua góc Đông Bắc thay vì trung tâm do gió hướng Đông Nam, làm mất cân bằng Tháp Nam ở bên phải. Sự phân bổ trọng lượng không đồng đều trở nên trầm trọng hơn đáng kể khi Chuyến bay 175 đâm xuống thấp hơn nhiều, giữa tầng 77 và 85, dẫn đến áp lực lớn hơn lên cả cột tường xung quanh và cột lõi so với Tháp Bắc và khiến chúng gãy nhanh hơn. Sự khác biệt trong các tác động lớn đến mức một giám đốc cấp cao của FDNY được cho là đã bày tỏ sự phản đối mạnh mẽ rằng Tháp Bắc sẽ sụp đổ ngay cả sau khi chứng kiến sự sụp đổ của Tháp Nam, bởi vì Tháp Bắc không bị đâm vào góc bên.

### Phát triển toàn diện

Vài phút trước khi Tháp Nam sụp đổ.

Khi các cột bị nứt, toàn bộ khối công trình phía trên sập xuống sàn còn nguyên vẹn đầu tiên bên dưới tác động. Khả năng chịu lực theo chiều thẳng đứng của các phần hỗ trợ còn nguyên vẹn bên dưới sàn bị ảnh hưởng đủ để chịu tải trọng của 11 tầng, nhưng chỉ có thể chịu tải trọng của 6 tầng khi có thêm nhiều tầng sập xuống. Vì số tầng phía trên sàn gần đúng của nơi bắt đầu sụp đổ vượt quá sáu tầng trong mỗi tòa tháp (12 tầng ở Tháp Bắc và 29 tầng ở Tháp Nam), nên các tầng dưới không thể chịu được tải trọng và bắt đầu sụp đổ.
Từ đó, sự sụp đổ trải qua hai giai đoạn. Trong giai đoạn đầu, các tầng bên trên đã phá hủy cấu trúc bên dưới bằng các sập xuống hầu như mọi tầng. Năng lượng tạo ra từ mỗi lần va chạm được sử dụng để tiếp tục sụp đổ và lại lặp lại. Điều này làm quá tải các kết nối của tầng bị vỡ, khiến chúng tách khỏi các cột chu vi và cột lõi. Các cột chu vi bị bong ra và cột lõi không còn hỗ trợ nữa.
Điều này tiếp tục cho đến khi khối các tầng trên cùng chạm đất và giai đoạn cuối bắt đầu. Ở đây, các cột tầng đầu bị đập vào mặt đất, tách ra và kéo các tách các cột ra và các tầng xuống. Cuối cùng nóc nhà sập xuống và toàn bộ sụp đổ kết thúc. Quá trình này diễn ra nhanh hơn trong suốt quá trình, với mỗi tầng bị nghiền nát trong vòng chưa đầy một phần mười giây.

### Tháp Nam

Vài giây trước khi Tháp Nam sụp, có thể thấy trực thăng của Sở Cảnh sát New York đang bay ngang qua.
Bắt đầu quá trình.

Khoảng 9:40, cận cảnh Tháp Nam.

Khi đám cháy bùng phát, những người mắc kẹt ở các tầng trên bị đâm của Tháp Nam đã thông báo tình hình cho những điều phối viên 9-1-1. Vào lúc 9:37, một người ở tầng 105 của Tháp Nam báo cáo rằng các tầng bên dưới họ "ở tầng 90 gì đó" đã bị sập. Đơn vị hàng không của NYPD cũng chuyển tiếp thông tin về tình trạng nghiêm trọng của các tòa nhà cho các đơn vị chỉ huy. Vào lúc 9:51, khoảng bảy phút trước khi Tháp Nam sập, đơn vị hàng không của NYPD báo cáo rằng những mảnh vỡ lớn đang treo hoặc rơi xuống quảng trường từ Tháp Nam. Những dự đoán và cảnh báo trên khiến cho NYPD sơ toán nhân viên thực thi, mặc dù các phi công máy bay khác ít dự đoán về sụp đổ. Trong quá trình sơ tán, có rất ít liên lạc giữa NYPD và FDNY, những điều phối viên 9-1-1 do quá tải cuộc gọi đã không chuyển thông tin cho các chỉ huy FDNY tại hiện trường. Sau khoảng 56 phút sau Chuyến bay 175, Tháp Nam sụp đổ.

Mảnh vỡ Tháp Nam nghiền nát WTC 3. Sự sụp đổ cũng hất văng một số người rơi xuống.

Trước khi Tháp Nam sụp đổ, 18 người đã thoát khỏi vùng va chạm và các tầng phía trên, bao gồm cả Stanley Praimnath, người đã nhìn thấy máy bay lao về phía mình. Họ đã thoát ra qua Cầu thang A, cầu thang duy nhất còn nguyên vẹn sau cú đâm. Có thể có những người khác bị mắc kẹt trước đó đang đi xuống từ vùng va chạm khi tòa tháp sụp đổ. Nhiều tổng đài viên đường dây nóng của cảnh sát nhận được cuộc gọi từ những người ở Tháp Nam đã không được thông báo đầy đủ về tình hình khi nó diễn ra. Nhiều tổng đài viên đã yêu cầu người gọi không tự mình đi xuống, mặc dù nhiều người tin Cầu thang A có thể đi qua được tại và phía trên điểm va chạm.

### Tháp Bắc

Khoảng 1 phút trước khi sụp đổ, mép ảnh phía trái xuất hiện trực thăng của Sở Cảnh sát New York.
Bắt đầu quá trình.

Việc Tháp Nam sụp đổ đã làm vỡ các cửa sổ và làm hỏng các cột thép hỗ trợ dọc theo mặt tiền phía nam và phía đông của Tháp Bắc, tuy nhiên điều này không đủ để gây ra sự sụp đổ kế tiếp. Sau khi Tháp Nam sụp đổ, các trực thăng của NYPD đã chuyển tiếp thông tin về tình trạng nghiêm trọng của Tháp Bắc, trong khi các chỉ huy của FDNY đã ra lệnh cho lính cứu hỏa ở tòa nhà sơ tán. Việc thu sóng vô tuyến kém khiến cho lính cứu hỏa bên trong Tháp Bắc không nghe thấy lệnh sơ tán từ giám sát viên của họ tại hiện trường và hầu hết đều không biết rằng Tháp Nam đã sụp đổ. Một sĩ quan của NYPD cho biết lúc 10:06 rằng Tháp Bắc sẽ trụ vững được lâu nữa và đề nghị di chuyển các xe cứu thương ra khỏi khu phức hợp. Lúc 10:20, đơn vị hàng không của NYPD báo cáo rằng "đỉnh tòa tháp có thể đang nghiêng", và một phút sau xác nhận rằng khối tầng Tháp Bắc đang nghiêng về phía nam, khiến một sĩ quan bắt đầu thúc giục tất cả nhân viên NYPD trong khu vực lân cận tòa nhà sơ tán khẩn cấp ít nhất ba tòa nhà theo mọi hướng. Đơn vị hàng không cảnh báo lúc 10:27 "mái nhà sẽ sớm sụp đổ"; gần 1 phút sau, Tháp Bắc sập xuống.
Vì tất cả các lối thoát từ bên trong, phía trên và ngay bên dưới vùng va chạm đều bị cắt đứt khi Chuyến bay 11 đâm, không ai ở phía trên tầng 91 sống sót. Các tòa tháp sụp đổ tạo ra những đám mây độc khổng lồ, bao phủ khu vực Hạ Manhattan; bụi mịn lan xa tới tận Tòa nhà Empire State, cách đó 2,93 dặm (~4,72 km). Đám khói từ vụ sụp đổ của Tháp Bắc cũng lớn hơn và lan rộng hơn so với vụ sụp đổ của Tháp Nam, bởi vì sự sụp đổ của Tháp Bắc cũng làm bụi bay lên từ đám khói Tháp Nam.

### WTC 7

Lúc Tháp Bắc sụp đổ. Bức ảnh chụp bởi Sở Cảnh sát New York cho thấy WTC 7 vẫn nguyên vẹn một phần khi có sự sụp đổ.

Tòa nhà đang cháy
Tòa nhà méo đi rồi sụp xuống.

Khi Tháp Bắc sụp đổ, các mảnh vỡ đã rơi trúng Trung tâm Thương mại Thế giới số Bảy, gây hư hại cho mặt phía nam tòa nhà và gây ra các đám cháy trong suốt buổi chiều. Cấu trúc tầng bị méo giữa tầng 7 và 17, trên mặt tiền phía nam giữa tầng 44 và mái nhà; các cấu trúc liên kết khác cũng có thể bị vênh bao gồm một vết lõm thẳng đứng lớn gần giữa mặt tiền phía nam giữa tầng 24 và 41. Tòa nhà được trang bị hệ thống chữa cháy, nhưng yêu cầu khởi động thủ công bằng điện, thay vì là hệ thống tự động hoàn toàn; các bộ điều khiển ở mỗi tầng chỉ có một kết nối duy nhất với ống nước; và hệ thống cần điện để hoạt động. Ngoài ra, áp suất nước thấp và hầu như không có nước để cung cấp cho các vòi phun hoạt động.
Một số lính cứu hỏa đã vào tòa nhà. Họ đã cố gắng dập tắt các đám cháy nhỏ, nhưng áp suất nước thấp đã khiến họ không thể. Các đám cháy bùng phát vào buổi chiều ở tầng 11 và 12, có thể nhìn thấy ở phía đông của tòa nhà. Trong cả buổi chiều, đám cháy cũng được nhìn thấy ở các tầng 6 đến 30. Đặc biệt, các đám cháy ở tầng 7 đến 13 tiếp tục bùng phát ngoài tầm kiểm soát trong suốt buổi chiều. Vào khoảng 2 giờ chiều, lính cứu hỏa nhận thấy một vết phồng ở góc tây nam của WTC7 giữa tầng 10 và tầng 13, một dấu hiệu cho thấy tòa nhà không ổn định và có thể sụp sang một bên hoặc sụp đổ. Lính cứu hỏa cũng nghe thấy tiếng kẽo kẹt phát ra từ tòa nhà và đưa ra báo cáo không chắc chắn về thiệt hại ở tầng hầm. Khoảng 3:30, Trưởng đội FDNY Daniel A. Nigro quyết định dừng các hoạt động cứu hộ, dọn dẹp bề mặt và tìm kiếm dọc theo bề mặt đống đổ nát gần WTC7 và sơ tán khu vực do lo ngại về sự an toàn của nhân viên. Trong gần 1 phút từ 5:20:33, WTC7 sụp đổ, không ai bị thuơng vong.
 

Khi WTC7 sụp đổ, các mảnh vỡ đã gây ra thiệt hại đáng kể cho tòa nhà Fiterman Hall của Cao đẳng Cộng đồng Quận Manhattan, nằm tại 30 West Broadway, đến mức tòa nhà không thể phục hồi được nữa. Vào tháng 8 năm 2007, tòa nhà đã được chuẩn bị phá dỡ. Tòa nhà Fiterman Hall mới đã được hoàn thành vào năm 2012, với chi phí là 325 triệu đô. Tòa nhà Barclay-Versey Building liền kề, bị hư hại nặng nề ở mặt tiền phía đông, được phục hồi với chi phí 1,4 tỷ đô. 

Thiệt hại từ sự sụp đổ của WTC7.
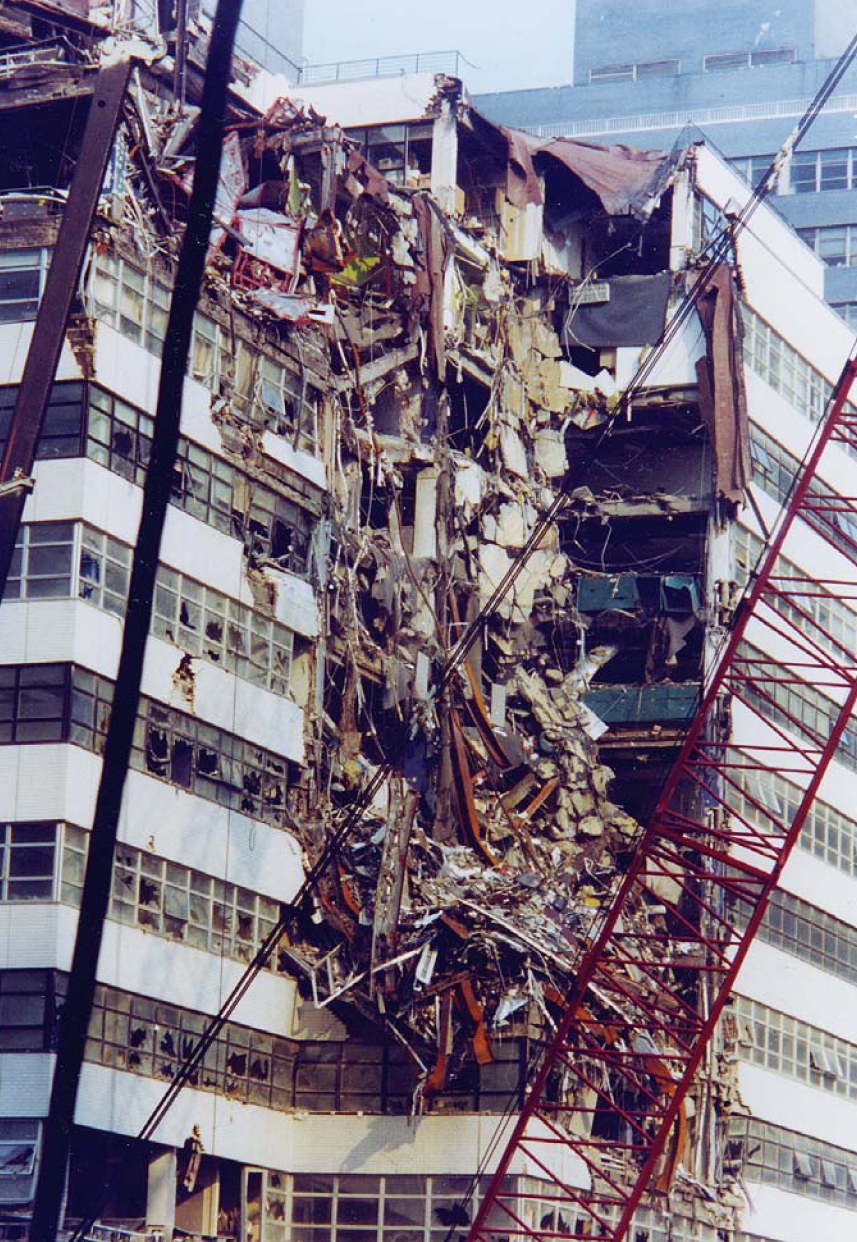
Fiterman Hall
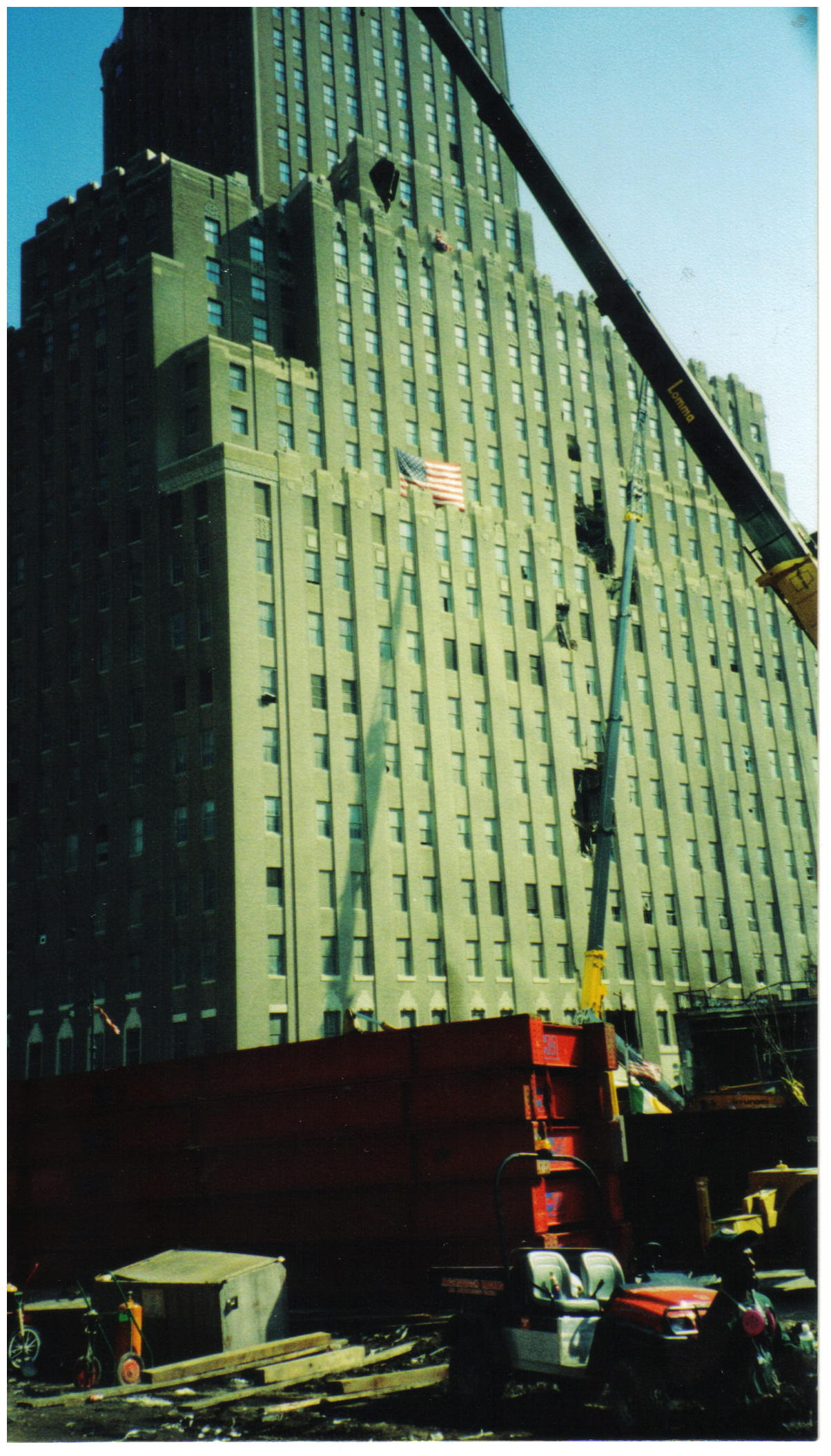
Barclay-Versey Building

### Công trình xung quanh
Xem thêm: Danh sách tòa nhà bị ảnh hưởng trong Sự kiện 11 tháng 9

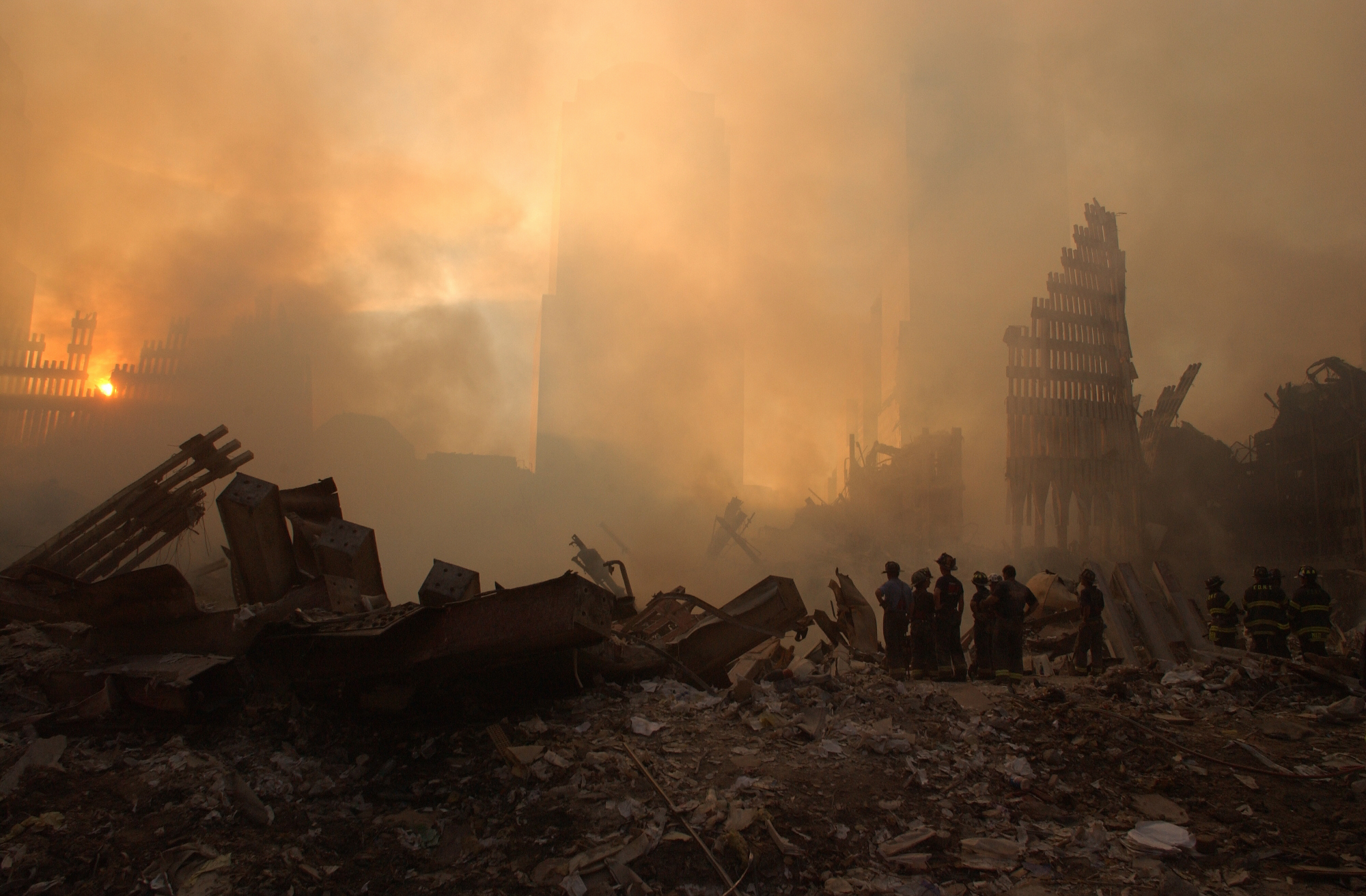
Ban mai ngày 13/9, tại Ground Zero.

Sự sụp đổ của WTC cũng khiến cho nhiều công trình bị ảnh hưởng.Trung tâm Thương mại Thế giới số Năm đã xuất hiện đám cháy lớn và đã bị phá hủy. Các tòa nhà khác bị phá hủy bao gồm Tòa nhà Trung tâm Thương mại Thế giới số Ba, Trung tâm Thương mại Thế giới số Bốn, Trung tâm Thương mại Thế giới số Sáu và Nhà thờ Chính thống giáo Hy Lạp St. Nicholas. Các tòa nhà thuộc Trung tâm Tài chính Thế giới, 90 Phố West và số 130 Phố Cedar đã bị hỏa hoạn. Tòa nhà Deutsche Bank, Tòa nhà Verizon và Trung tâm Tài chính Thế giới số Ba đã bị hư hại do sự sụp đổ của WTC, cũng như ở 90 Phố West.. One Liberty Plaza vẫn còn nguyên vẹn về mặt kết cấu nhưng bị hư hại bề mặt. 30 Phố West Broadway bị hư hại do sự sụp đổ của Trung tâm Thương mại Thế giới số 7. Tòa nhà Deutsche Bank, đã bị phá dỡ vì các thiệt hại nghiêm trọng.  Ngoài ra, có nhiều tác phẩm nghệ thuật đã bị phá hủy.

## Điều tra

### Các điều tra đầu tiên

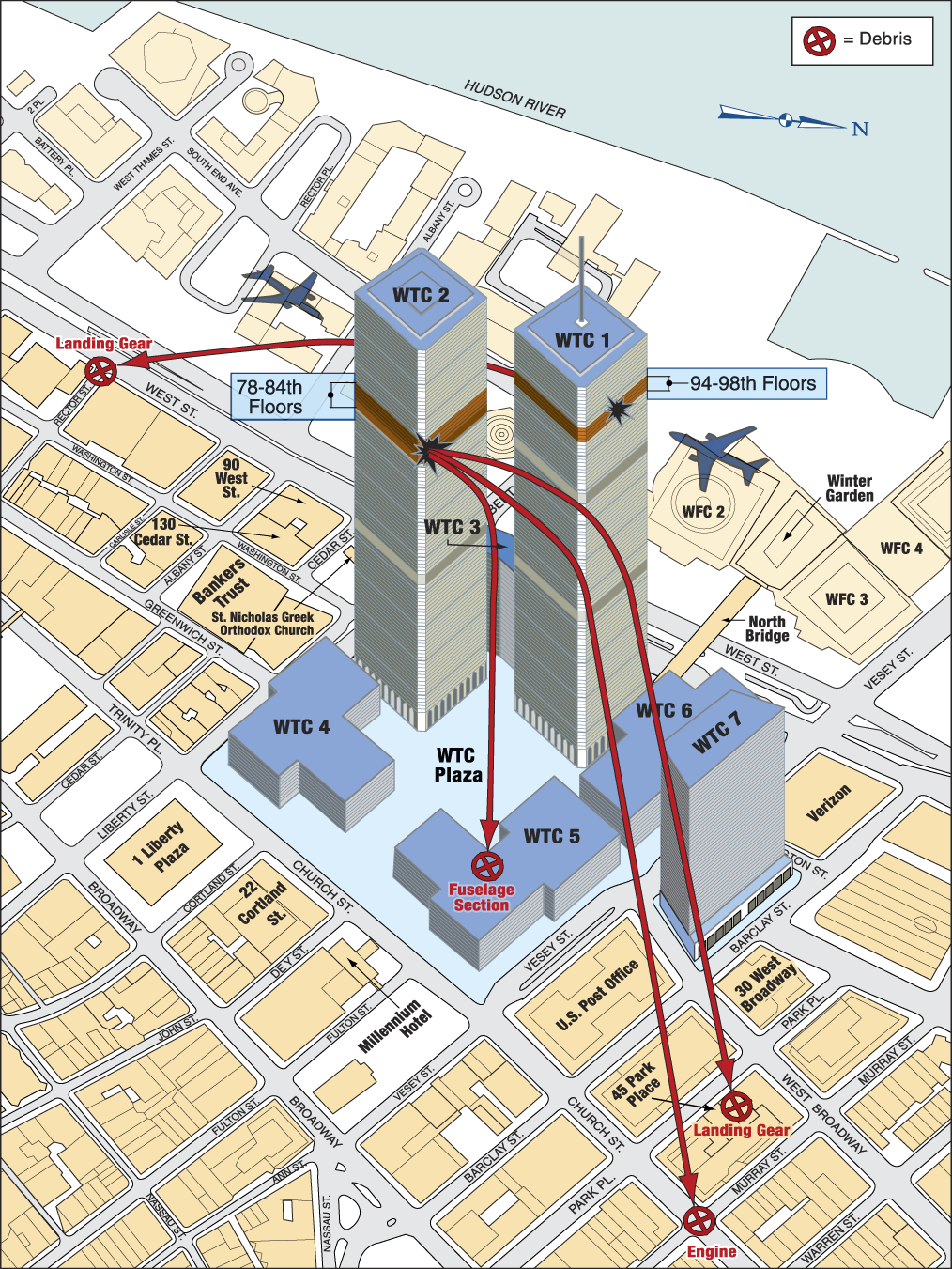
Vị trí mà các mảnh vỡ máy bay của hai chuyến bay AA11 và UA175 đâm vào WTC.

Ngay sau vụ tấn công, nhiều kỹ sư kết cấu và chuyên gia đã phát biểu với giới truyền thông, mô tả những gì họ nghĩ là nguyên nhân khiến các tòa tháp sụp đổ. Abolhassan Astaneh-Asl, giáo sư về kỹ thuật kết cấu tại Đại học California ở Berkeley , giải thích rằng nhiệt độ cao trong đám cháy đã làm yếu các dầm đỡ và cột thép, khiến chúng trở nên mềm nhũn, và cuối cùng chúng không thể hỗ trợ khối công trình phía trên. Ông cũng cho rằng lớp chống cháy đã bị bong ra từ các vụ va chạm máy bay. Ông cũng giải thích rằng; một khi sự cố kết cấu ban đầu xảy ra, thì sự sụp đổ dần dần của toàn bộ kết cấu là điều không thể tránh khỏi. César Pelli, người thiết kế Tháp đôi Petronas ở Malaysia và Trung tâm Tài chính Thế giới ở New York; nhận xét rằng "không có tòa nhà nào được chuẩn bị cho tình huống này".
Hai ngày sau vụ tấn công, Zdeněk P. Bažant, giáo sư kỹ thuật dân dụng và khoa học vật liệu tại Đại học Northwestern, đã công bố một bản báo cáo với kết quả phân tích đơn giản về sự sụp đổ của các tòa nhà. Ông cho rằng nhiệt từ đám cháy là một yếu tố chính, khiến các cột thép ở cả lõi và chu vi bị yếu đi và biến dạng trước khi mất khả năng chịu lực và bị vênh. Khi hơn một nửa số cột trên một tầng cụ thể bị cong vênh, kết cấu bên trên không còn được hỗ trợ nữa và các kết cấu bị sụp đổ hoàn toàn. Sau đó, Bažant đã công bố một bản sâu hơn của phân tích này. Các phân tích khác được thực hiện bởi hai kỹ sư xây dựng của MIT là Oral Buyukozturk và Franz-Josef Ulm, với kết quả báo cáo mô tả một cơ chế sụp đổ vào ngày 21 tháng 9. Sau đó, họ đã đóng góp vàocác bài báo của MIT về sự sụp đổ của các tòa nhà do Eduardo Kausel biên tập có tên The Towers Lost and Beyond .
Ngay sau sự sụp đổ, đã có một số nhầm lẫn về việc ai sẽ có thẩm quyền tiến hành một cuộc điều tra chính thức. Mặc dù có các điều lệ rõ ràng để điều tra về các vụ tai nạn máy bay, nhưng không có cơ quan nào được chỉ định trước để điều tra các sự sụp đổ. Một nhóm điều tra đã nhanh chóng được thành lập bởi Viện Kỹ sư Kết cấu của Hiệp hội Kỹ sư Xây dựng Hoa Kỳ, do W. Gene Corley, Phó Chủ tịch cấp cao của CTLGroup đứng đầu. Nhóm này cũng có sự tham gia của các thành viên từ Viện Xây dựng Thép Hoa Kỳ, Viện Bê tông Hoa Kỳ, Hiệp hội Phòng cháy Chữa cháy Quốc gia và Hiệp hội Kỹ sư Phòng cháy Chữa cháy. Cuối cùng, cuộc điều tra được hoàn thành dưới sự hỗ trợ của FEMA.\
Cuộc điều tra đã bị một số kỹ sư và nhà lập pháp tại Hoa Kỳ chỉ trích. Họ ít kinh phí, không có thẩm quyền yêu cầu bằng chứng và ít được vào Ground Zero. Thêm nữa, việc dọn dẹp đống đổ nát khiến cho các thành phần thép biến dạng. Khi NIST công bố báo cáo cuối cùng của mình, họ đã lưu ý rằng "sự thiếu hụt bằng chứng vật lý" mà họ có để điều tra các vụ sụp đổ. Chỉ một phần nhỏ của 1% thép các tòa nhà còn lại để phân tích sau khi quá trình dọn dẹp hoàn tất: khoảng 236 mảnh thép riêng lẻ, mặc dù 95% dầm và tấm kết cấu và 50% thanh gia cố đã được thu hồi.
FEMA đã công bố báo cáo của mình vào tháng 5 năm 2002. Trong khi NIST đã công bố ý định điều tra vào tháng 8 cùng năm; đúng 1 năm sau, áp lực từ công chúng ngày càng tăng đòi hỏi một cuộc điều tra kỹ lưỡng hơn. Sau đó Quốc hội đã thông qua dự luật về Đội An toàn xây dựng Quốc gia vào tháng 10, trao cho NIST thẩm quyền tiến hành điều tra sự sụp đổ.

### FEMA

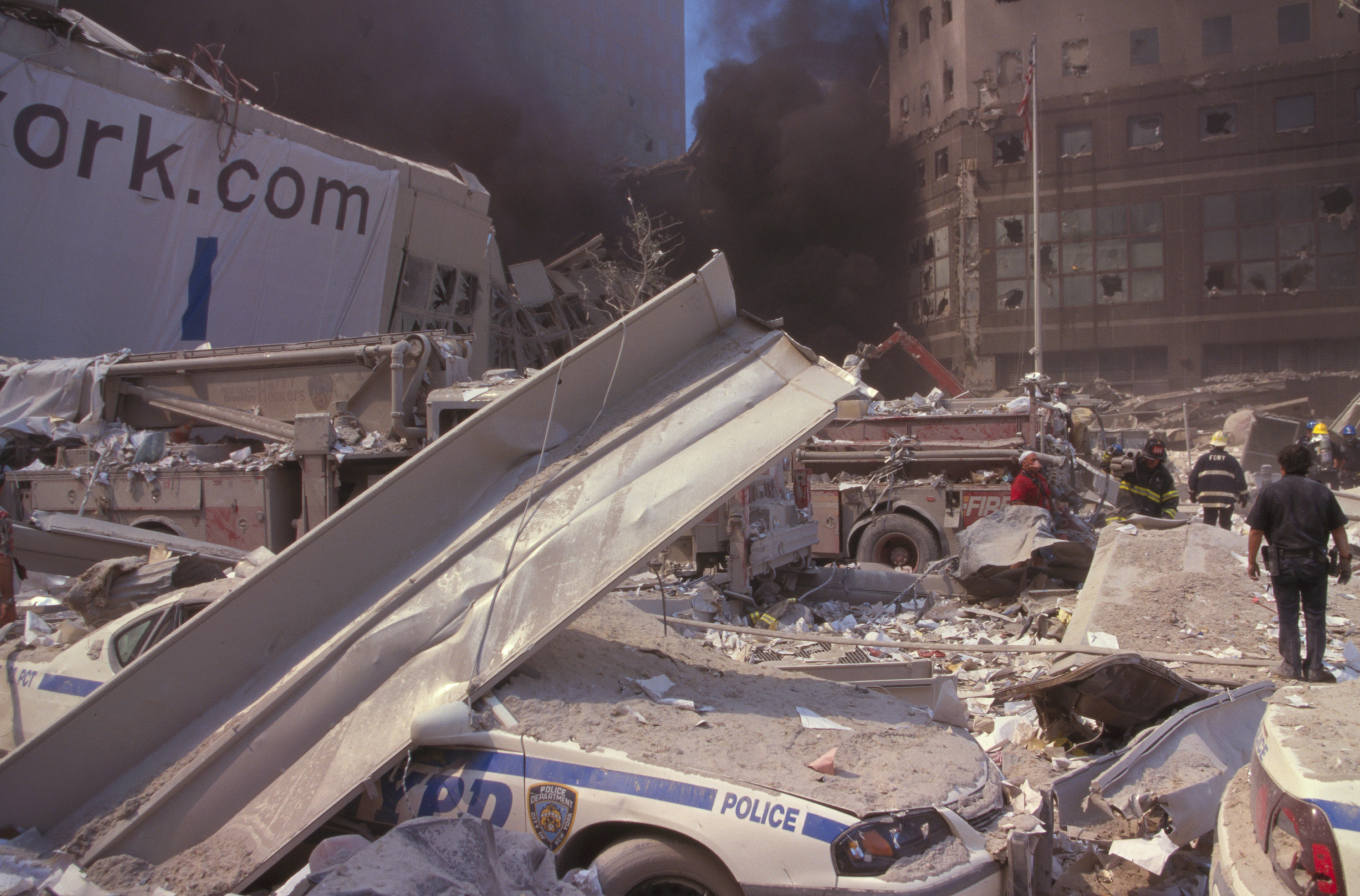
Phuơng tiện giao thông bị thép bọc ngoài WTC rơi trúng, Khu Tài chính chiều sau vụ tấn công.

FEMA cho rằng hỏa hoạn kết hợp với thiệt hại do va chạm máy bay là nguyên nhân chính dẫn đến sự sụp đổ của các tòa tháp. Thomas Eagar, Giáo sư kỹ thuật tại MIT, mô tả đám cháy là "phần bị hiểu lầm nhiều nhất về sự sụp đổ của WTC". Điều này là do các đám cháy ban đầu đã làm tan chảy các cột. Nhiên liệu phản lực chủ yếu là dầu hỏa và  tạo hydrocarbon rất lớn, nhưng không đủ nóng để làm chảy các cột. Điều này khiến FEMA tập trung vào điểm dường như là điểm yếu nhất của cấu trúc là các mép sàn của các tòa nhà:
Lượng lớn nhiên liệu phản lực do mỗi máy bay mang theo đã bốc cháy khi va chạm vào mỗi tòa nhà. Một phần đáng kể nhiên liệu này đã bị đốt cháy ngay lập tức trong các quả cầu lửa sau đó. Phần nhiên liệu còn lại được cho là đã chảy xuống các tòa nhà (thang máy) hoặc đã cháy hết trong vòng vài phút sau khi máy bay va chạm. Bản thân nhiệt lượng do nhiên liệu phản lực đang cháy này tạo ra dường như không đủ để gây ra sự sụp đổ của kết cấu. Tuy nhiên, khi nhiên liệu phản lực đang cháy lan sang nhiều tầng của tòa nhà, nó đã đốt cháy phần lớn đồ đạc bên trong tòa nhà, gây ra các đám cháy đồng thời trên nhiều tầng của cả hai tòa nhà. Lượng nhiệt tỏa ra từ những đám cháy này được ước tính tương đương với công suất do một nhà máy phát điện thương mại lớn tạo ra. Trong nhiều phút, nhiệt lượng này đã tạo thêm ứng suất lên các khung kết cấu bị hư hỏng, đồng thời làm mềm và yếu các khung này. Tải trọng bổ sung này và thiệt hại do đó gây ra đã đủ để gây ra sự sụp đổ của (hai) cấu trúc.

### NIST
Chi tiết tại NIST World Trade Center Disaster Investigation

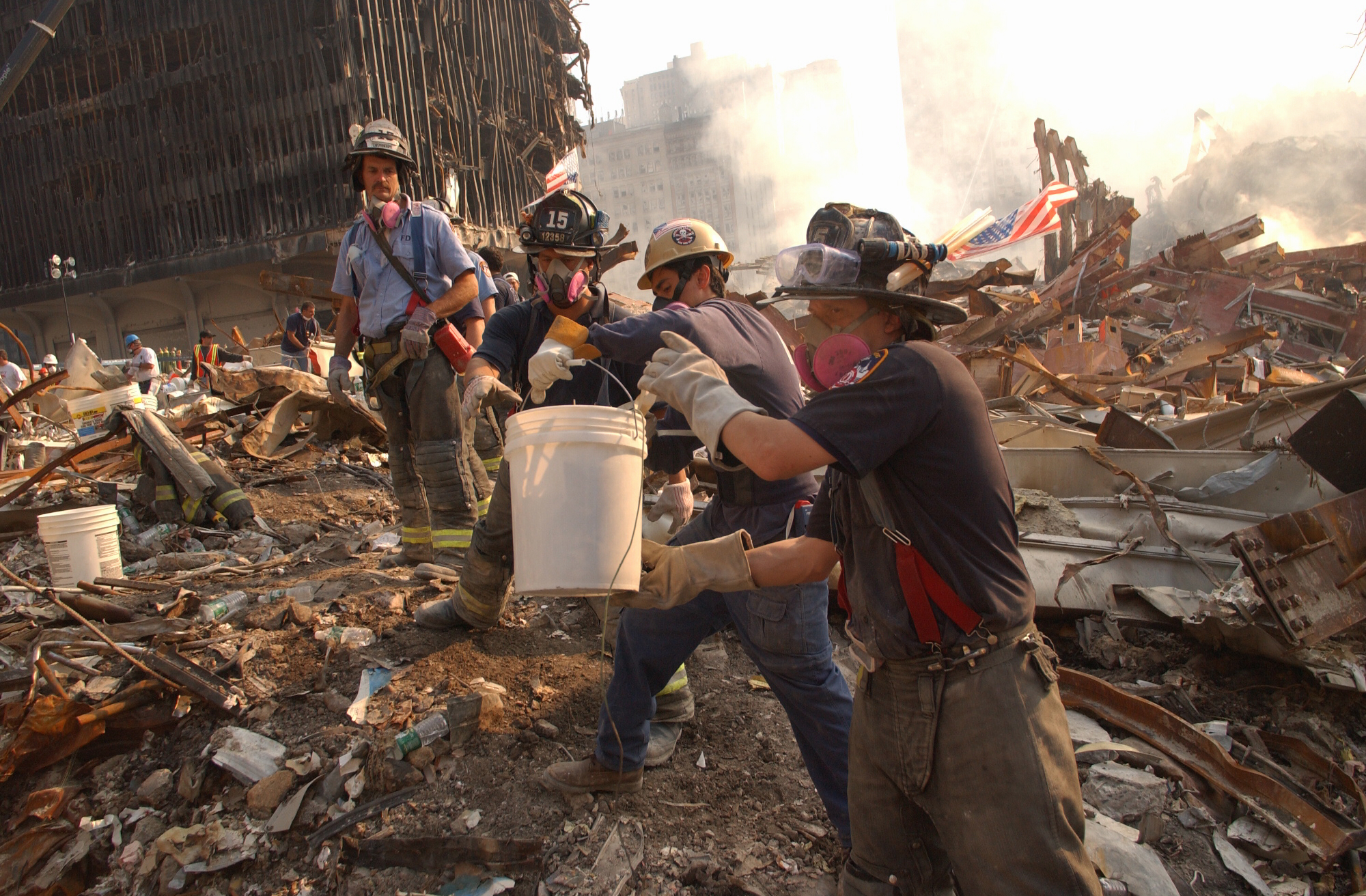
Công nhân bê thùng sắt vụn chuyển ra ngoài khỏi quảng trường, ngày 16/9.

Sau khi báo cáo của FEMA được công bố, với áp lực từ các chuyên gia kỹ thuật, các nhà lãnh đạo ngành và gia đình các nạn nhân, Viện Tiêu chuẩn và Công nghệ Quốc gia (NIST) thuộc Bộ Thương mại đã tiến hành một cuộc điều tra kéo dài ba năm tiêu tốn 16 triệu đô la về sự cố kết cấu và sự sụp đổ dần dần của một số cấu trúc trong khu phức hợp WTC. Nghiên cứu bao gồm các nhân viên chuyên môn kỹ thuật nội bộ, cùng với sự hỗ trợ từ một số tổ chức tư nhân bên ngoài, bao gồm Viện Kỹ thuật Kết cấu của Hiệp hội Kỹ sư Xây dựng Hoa Kỳ, Hiệp hội Kỹ sư Phòng cháy Chữa cháy, Hiệp hội Phòng cháy Chữa cháy Quốc gia, Viện Xây dựng Thép Hoa Kỳ, Simpson Gumpertz & Heger Inc., Hội đồng Nhà cao tầng và Môi trường sống Đô thị và Hiệp hội Kỹ sư Kết cấu New York.
NIST tập trung vào việc xác định chuỗi sự kiện gây ra sự sụp đổ, không bao gồm phân tích chi tiết về cơ chế sụp đổ. Để phù hợp với mối quan tâm của hầu hết các kỹ sư, NIST tập trung vào các vụ va chạm máy bay và sự lan rộng cũng như ảnh hưởng của đám cháy, mô hình hóa chúng bằng phần mềm Fire Dynamics Simulator. NIST đã phát triển một số mô hình cấu trúc rất chi tiết cho các hệ thống con cụ thể như giàn sàn cũng như một mô hình mô phỏng toàn bộ tòa tháp với ít chi tiết hơn. Các mô hình này là tĩnh hoặc bán tĩnh, bao gồm các biến dạng nhưng không bao gồm chuyển động của các thành phần cấu trúc sau khi bị đâm.
James Quintiere, giáo sư kỹ thuật tại Đại học Maryland, gọi thực tế chỉ một phần nhỏ thép của tòa nhà được bảo tồn để nghiên cứu là "một sai lầm nghiêm trọng" mà NIST nên bị công khai chỉ trích. Ông cũng lưu ý rằng báo cáo thiếu các mốc thời gian và bằng chứng vật lý để hỗ trợ cho việc kết luận. Một số kỹ sư đã đề xuất viêc cơ chế sụp đổ của các tòa tháp có thể rõ hơn bằng cách phát triển một chuỗi hoạt hình về các sự sụp đổ dựa trên mô hình mô phỏng chung và so sánh nó với video. Báo cáo của NIST về WTC 7 đã kết luận rằng không có âm thanh nghiền nát nào được nghe thấy trên video hoặc  do các nhân chứng kể lại.

### WTC 7

Khoảng 3h - 4h chiều, WTC 6 và 7 bốc cháy.

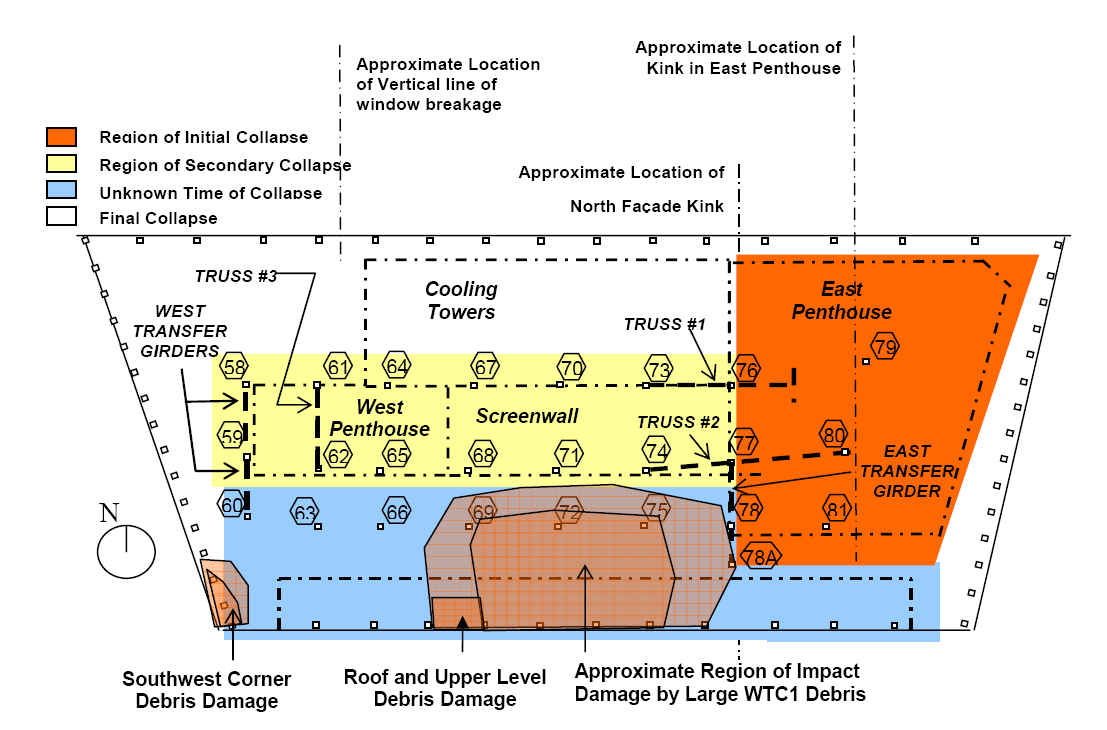
Bản cắt mặt phẳng của WTC 7 của NIST về sự sụp đổ của nó. Tòa nhà bắt đầu sụp xuống bên phải (phía Đông) ở các tầng dưới, dần lan vào giữa rồi lan ra toàn bộ tòa nhà.

Tháng 5 năm 2002, FEMA đã phát hành một báo cáo về sự sụp đổ dựa trên một cuộc điều tra sơ bộ được thực hiện chung với Viện Kỹ thuật Kết cấu thuộc Hiệp hội Kỹ sư Xây dựng Hoa Kỳ dưới sự chỉ đạo của Tiến sĩ W. Gene Corley. FEMA đã đưa ra ý kiến rằng vụ sập không phải chủ yếu do thiệt hại thực tế từ vụ sập của WTC 1 và 2 mà là do các đám cháy ở nhiều tầng bắt nguồn từ mảnh vỡ cháy dở của các tòa tháp, tiếp tục lan rộng do thiếu nước để chữa cháy. Báo cáo không đưa ra kết luận về nguyên nhân sập và thông báo sẽ điều tra thêm.
Tiếp tục FEMA, NIST đã được ủy quyền dẫn đầu một cuộc điều tra về sự cố kết cấu và sụp đổ của WTC. Cuộc điều tra, do Tiến sĩ S. Shyam Sunder dẫn đầu, không chỉ dựa vào chuyên môn kỹ thuật nội bộ mà còn dựa vào kiến thức của một số tổ chức tư nhân bên ngoài, bao gồm Viện Kỹ thuật Kết cấu của Hiệp hội Kỹ sư Xây dựng Hoa Kỳ, Hiệp hội Kỹ sư Phòng cháy Chữa cháy, Hiệp hội Phòng cháy Chữa cháy Quốc gia, Viện Xây dựng Thép Hoa Kỳ, Hội đồng Nhà cao tầng và Môi trường sống Đô thị và Hiệp hội Kỹ sư Kết cấu New York.
Phần lớn cuộc điều tra về WTC 7 đã bị trì hoãn cho đến sau khi các báo cáo về sự sụp đổ của WTC 1 và 2 được hoàn tất. Trong khi đó, NIST đã cung cấp một báo cáo sơ bộ về WTC 7 vào tháng 6 năm 2004 và sau đó thỉnh thoảng cập nhật về cuộc điều tra. Theo NIST, cuộc điều tra về WTC 7 đã bị trì hoãn vì một số lý do, bao gồm cả việc nhân viên được phân công làm việc toàn thời gian từ tháng 6 năm 2004 đến tháng 9 năm 2005 để làm việc về cuộc điều tra về sự sụp đổ của hai tòa tháp. Vào tháng 6 năm 2007, Shyam Sunder giải thích: "Chúng tôi đang tiến hành càng nhanh càng tốt trong khi kiểm tra và đánh giá nghiêm ngặt về các kịch bản khác nhau để đạt được kết luận chắc chắn nhất có thể. Cuộc điều tra về WTC 7 ở một số khía cạnh cũng đang gặp thách thức, nếu không muốn nói là khó hơn so với WTC 1 và 2. Tuy nhiên, nghiên cứu hiện tại được hưởng lợi rất nhiều từ những tiến bộ công nghệ đáng kể đã đạt được và những bài học kinh nghiệm từ công việc của chúng tôi về hai tòa tháp kia."

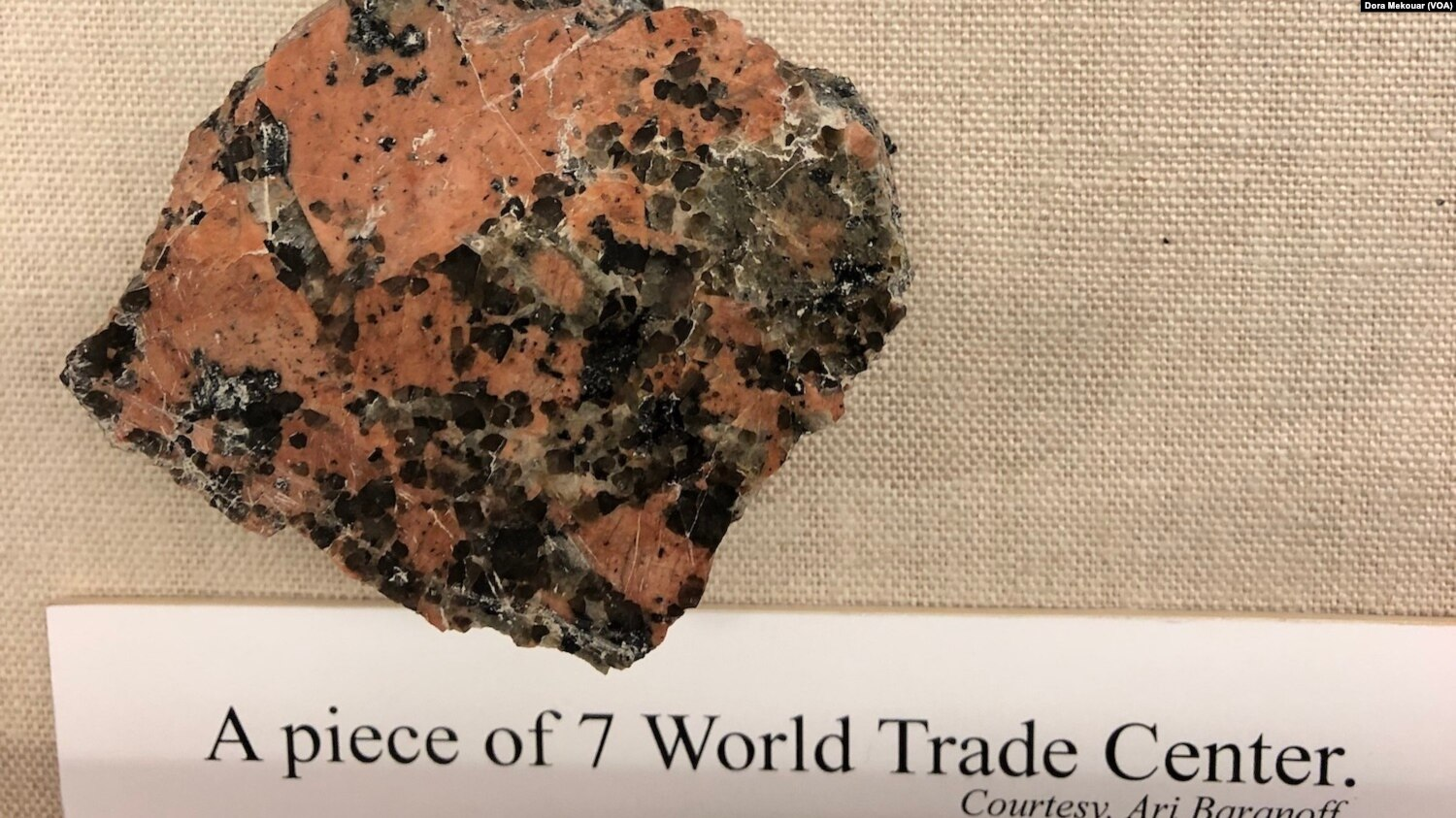
Một mảnh đá cẩm thạch còn sót lại ở WTC 7, hiện ở Bảo tàng Mật vụ Hoa Kỳ.

Tháng 11 năm 2008, NIST đã công bố báo cáo cuối cùng về nguyên nhân dẫn đến sự sụp đổ của WTC 7. Điều này diễn ra sau bản dự thảo vào ngày 21 tháng 8, trong đó có họ để một khoảng thời gian để công chúng bình luận. Trong cuộc điều tra, NIST đã sử dụng ANSYS để mô hình hóa các sự kiện dẫn đến sự sụp đổ và các mô hình LS-DYNA để mô phỏng kết quả chung của chúng. NIST xác định rằng nhiên liệu diesel, thiệt hại về cấu trúc do sự sụp đổ của WTC 1 và 2, cũng như các yếu tố như giàn, dầm và phần nhô ra của dầm là yếu tố quan trọng về sự sụp đổ, nhưng việc thiếu nước để dập lửa là một yếu tố quan trọng. Đám cháy đã bùng phát ngoài tầm kiểm soát vào buổi chiều, khiến các dầm sàn gần cột 79 giãn nở và đẩy một dầm chính ra khỏi vị trí của nó, khiến các sàn xung quanh cột 79 từ tầng 8 đến tầng 14 sập. Do mất khả năng chống đỡ trên chín tầng, cột 79 nhanh chóng bị vênh - kéo theo phòng gác mái phía Đông và các cột gần đó đổ xuống theo. Cùng với sự cong vênh của các cột này, sự sụp đổ sau đó lan rộng từ đông sang tây qua lõi, cuối cùng làm quá tải hệ thống chống đỡ tòa nhà, vốn bị vênh giữa tầng 7 và tầng 17, khiến toàn bộ tòa nhà phía trên sụp xuống cùng một lúc. Dựa trên các phép đo thời gian sụp đổ được thực hiện từ video về mặt Bắc của tòa nhà, NIST quan sát thấy mặt tiền bên ngoài của tòa nhà sụp xuống với gia tốc rơi tự do qua khoảng cách khoảng 32m (~105ft), và lưu ý rằng "thời gian sụp đổ dài hơn khoảng 40% so với thời gian rơi tự do trong 18 tầng đầu tiên của quá trình rơi xuống." Các đám cháy, do vật dụng trong văn phòng gây ra, cùng với việc thiếu nước, là những lý do chính dẫn đến sự sụp đổ.
Sự sụp đổ của WTC 7 là điều đáng chú ý vì đây là trường hợp đầu tiên được biết đến về một tòa nhà cao tầng sụp đổ chủ yếu do hỏa hoạn không được kiểm soát. NIST đã khuyến cáo rằng khả năng chống cháy nên được đánh giá theo giả định rằng không có hệ thống chữa cháy; và rằng các tác động của sự giãn nở nhiệt trên các hệ thống hỗ trợ sàn cần được xem xét. NIST khuyến cáo chủ yếu rằng các tòa nhà không nên sụp đổ do hỏa hoạn ngay cả khi không có hệ thống chữa cháy.

### Điều tra cá nhân
Năm 2003, Asif Usmani, Giáo sư Kỹ thuật Kết cấu tại Đại học Edinburgh, đã công bố một báo cáo cùng với hai đồng nghiệp. Họ tạm thời kết luận rằng chỉ riêng các đám cháy, nếu không có bất kỳ thiệt hại nào từ máy bay, đã có thể đủ để làm sập các tòa nhà. Theo quan điểm của họ, các tòa tháp đặc biệt dễ bị ảnh hưởng trước tác động của các đám cháy lớn trên nhiều tầng cùng một lúc. Khi báo cáo của NIST được công bố, Barbara Lane, thuộc công ty Arup của Anh, đã chỉ trích kết luận của báo cáo rằng việc mất khả năng chống cháy là một yếu tố dẫn đến sự sụp đổ: "Chúng tôi đã thực hiện các mô phỏng máy tính cho thấy các tòa tháp sẽ sụp đổ sau một đám cháy lớn trên ba tầng cùng một lúc, ngay cả khi có khả năng chống cháy và không có bất kỳ thiệt hại nào do va chạm máy bay." Jose L. Torero, cựu chuyên gia của Trung tâm Kỹ thuật An toàn Phòng cháy chữa cháy BRE tại Đại học Edinburgh, đã tiếp tục nghiên cứu sâu hơn về những tác động tiềm tàng của hỏa hoạn đối với các tòa nhà trong thực tế.

## Hậu quả
Chi tiết tại Hậu quả của Sự kiện 11 tháng 9

### Phục hồi

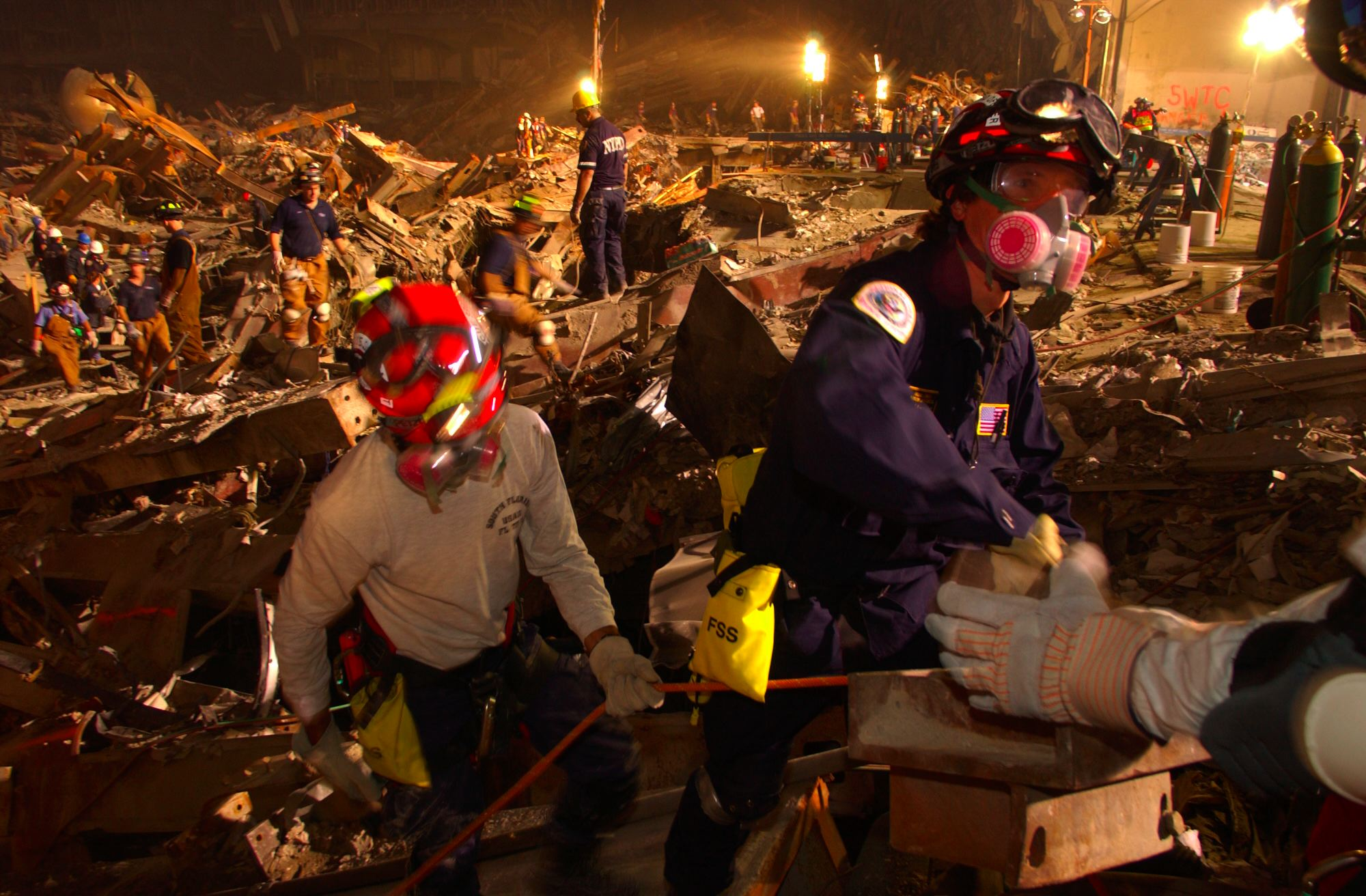
Công nhân làm việc xuyên đêm ở Ground Zero, ngày 19/9.

Hoạt động phục hồi do Sở Thiết kế và Xây dựng Thành phố New York quản lý. Ngày 22 tháng 9, một kế hoạch sơ bộ đã được Controlled Demolition, Inc. (CDI) tại Phoenix, Maryland đưa ra. Với chi phí lên tới hàng trăm triệu đô la, hoạt động này liên quan đến các hoạt động liên tục với nhiều nhà thầu. Đầu tháng 11, khi đã dọn được một phần ba đống đổ nát, các quan chức bắt đầu giảm số lượng lính cứu hỏa và cảnh sát được giao nhiệm vụ thu hồi hài cốt của các nạn nhân để ưu tiên việc dọn dẹp đống đổ nát. Điều này khiến cho lực lượng cứu hỏa bất bình. Mặc dù đã nỗ lực dập tắt đám cháy, đống đổ nát lớn vẫn cháy trong ba tháng, cho đến khi phần lớn đống đổ nát cuối cùng được dọn khỏi Ground Zero. Năm 2007, việc phá dỡ các tòa nhà bị hư hại xung quanh vẫn đang được tiến hành trong khi WTC 1 mới đang được xây.

### Ảnh hưởng sức khỏe
Chi tiết tại Ảnh hưởng sức khỏe sau Sự kiện 11 tháng 9

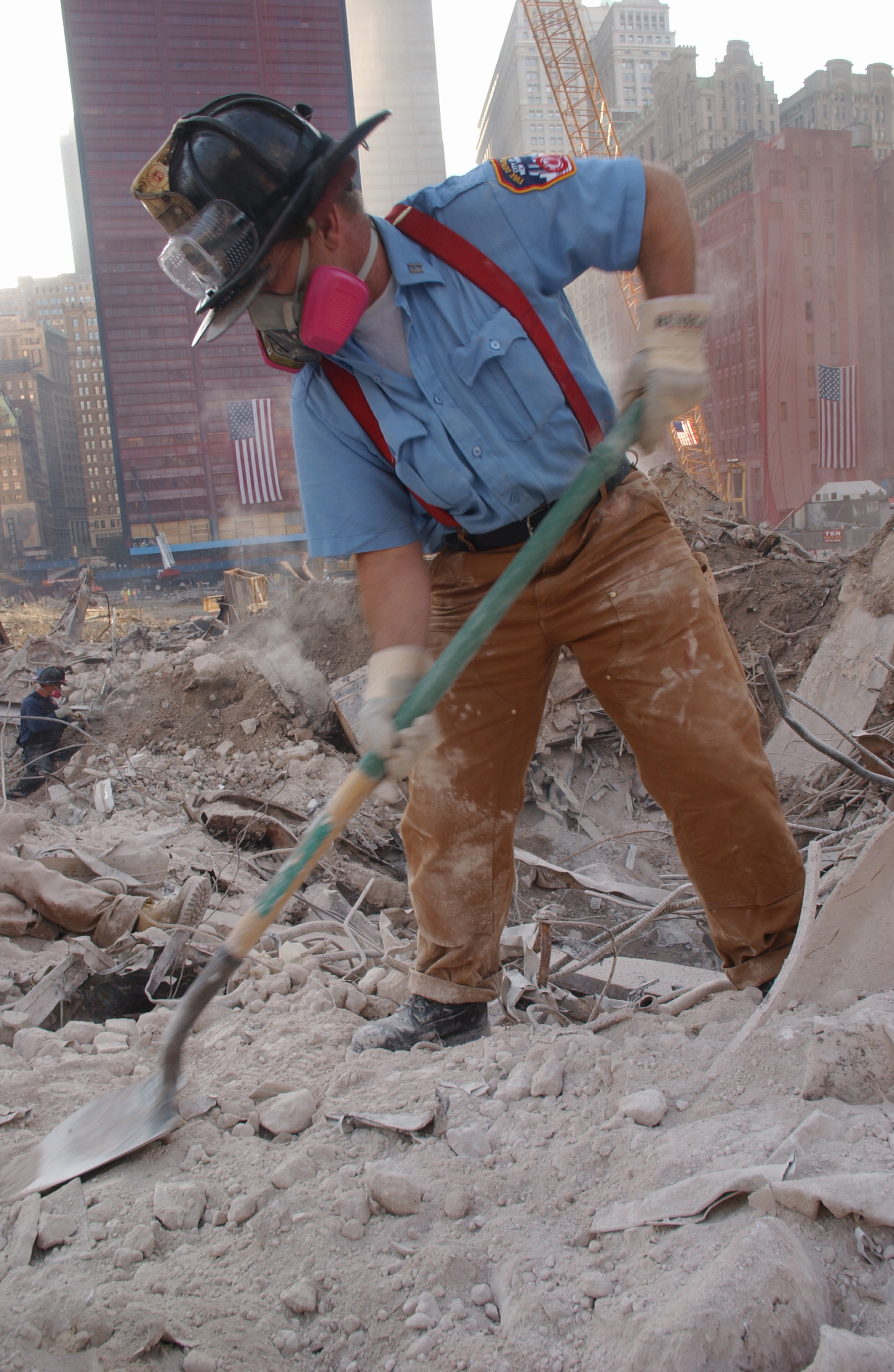
Một công nhân xúc bụi ở Ground Zero, với mặt nạ phòng độc để đảm bảo an toàn, ngày 13/10.

Sự sụp đổ của Trung tâm Thương mại Thế giới đã tạo ra những đám khói bụi khổng lồ bao phủ Hạ Manhattan trong nhiều ngày. Ngày 18 tháng 9 năm 2001, Cơ quan Bảo vệ Môi trường Hoa Kỳ (EPA) đã đảm bảo với công chúng rằng không khí ở Manhattan an toàn để hít thở. Năm 2003, tổng thanh tra của EPA phát hiện ra rằng vào thời điểm đó, cơ quan này không có đủ dữ liệu để đưa ra tuyên bố như vậy. Bụi từ vụ sụp đổ đã làm suy yếu nghiêm trọng chất lượng không khí và có thể là nguyên nhân gây ra nhiều bệnh về đường hô hấp ở Hạ Manhattan. Những ảnh hưởng y tế và tâm lý lâu dài đáng kể đã được thấy ở những người ứng cứu, bao gồm hen suyễn, viêm xoang, trào ngược dạ dày thực quản và rối loạn căng thẳng sau chấn thương cao hơn so với người.
Tác động đến sức khỏe cũng lan rộng đến cư dân, sinh viên và nhân viên văn phòng ở Hạ Manhattan và Khu phố Tàu gần đó, với hơn 18.000 người có các bệnh liên quan. Một số trường hợp tử vong có liên quan đến bụi độc hại được đưa vào đài tưởng niệm Trung tâm Thương mại Thế giới.